# The Fall
The Fall — британская постпанк-группа, основанная в 1976 году в Манчестере Марком Э. Смитом, выпустившая в общей сложности более девяноста альбомов и являющаяся (согласно Allmusic) одной из самых авторитетных, долговечных и творчески активных постпанк-групп. Только на Би-би-си у Джона Пила группа записывалась 27 раз; материал этих сессий был издан на шеститомном бокс-сете. С момента образования состав The Fall менялся 58 раз. Единственным постоянным участником группы всё это время оставался сам Смит, имеющий культовый статус на британской инди-сцене. Группа оказала значительное влияние на формирование и развитие альтернативного рока; в числе их последователей назывались группы Pavement, Girls Against Boys, The Sugarcubes, Sonic Youth и другие. К середине 1980-х годов популярность The Fall достигла пика, что привело к её первым и немногочисленным появлениям в хит-парадах (альбом «The Infotainment Scan» в 1993 году достиг 9-й позиции в UK Albums Chart); однако группа не изменила своим изначальным принципам и бо́льшую часть тридцатилетней карьеры пребывала вдали от мейнстрима, в сферах, близких к андеграунду. 24 января 2018 года Марк Э. Смит умер от рака лёгких и почек в возрасте 60 лет, в связи с чем группа прекратила существование.

## История группы
В начале 1976 года Марк Эдвард Смит, начинающий поэт и автор рассказов, работал служащим в манчестерских доках. Отчаявшись найти себе место в рок-группе, решил основать собственную — пригласив к участию подругу по колледжу Уну Бейнс. Весной к паре присоединились двое их знакомых: Мартин Брама и Тони Фрил. В течение нескольких месяцев квартет распределил функции: Смит стал вокалистом, Брама — гитаристом, Фрил — басистом, а Бейнс — клавишницей. Последняя не имела постоянного инструмента; его, как и барабаны, ансамбль долгое время не мог позволить себе приобрести. От первоначального варианта названия, The Outsiders (рус. Посторонние), отказались после того, как Тони Фрил предложил The Fall в честь романа Альбера Камю «Падение».
Первый концерт The Fall (с барабанщиком по имени Дэйв; никто из участников первого состава впоследствии не смог вспомнить его фамилии) дали 23 мая 1977 года в подвальном помещении торгового комплекса North West Arts, принадлежавшего «Коллективу музыкантов Манчестера» (англ. Manchester Musician’s Collective). «Помню, выступали мы для авангардной музыкальной ассоциации — с социалистическим духовым оркестром и парнем, который составлял симфонии из птичьего шума… Мы даже хедлайнерами не были: сначала птичий шум, потом мы, потом социалистический духовой оркестр», — вспоминал об этом мероприятии Смит. Уна Бейнс, к тому времени ещё не получившая банковский кредит для покупки электрооргана Snoopy, наблюдала за происходящим из зала. Аудитория состояла в основном из музыкантов, рассевшихся вдоль стен; как признавался позже Мартин Брама, половину её составляли участники группы Buzzcocks. «В 1976—1977 годах мы, вообще говоря, просто дурачились. Ударника у нас не было по той лишь причине, что ни у кого не было денег на ударную установку. Я и не думал о выходе на сцену. Мы просто развлекались», — позже вспоминал Смит.
После приобретения электрооргана Уна Бейнс стала полноправной участницей The Fall. В мае за ударные был приглашён Карл Бёрнс; в первых же рецензиях он был отмечен как единственный в составе музыкант-профессионал и отменный инструменталист. «Никто из них мне не нравился. Я знал, что этот состав не продержится долго. Каждый тянул в свою сторону. Тони Фрил хотел, чтобы мы сделались новыми Weather Report, выделывал басовые соло и всё такое. Мартин был погружён в Television. Карл — в Rush. Мне же нравились Can: не столько музыка, сколько звучание; шум, точнее», — позже говорил Смит, вспоминая первый состав.
Летом 1977 года квинтет записал дома у Смита песни «Dresden Dolls», «Industrial Estate» и «Psycho Mafia» (последняя, повествовавшая о «психиатрической мафии… которая ведает больницами и всей системой», стала на некоторое время программной песней репертуара). Несколько лет спустя эта запись вышла как сингл-бутлег «Total Eclipse». Второй концерт The Fall состоялся 3 июня 1977 года в манчестерском клубе Squat, где проходил фестиваль Stuff the Jubilee при участии также The Drones, Warsaw, The Worst и The Negatives. «Пол Морли был менеджером Drones. Все эти люди расхаживали в чёрных чулках, с юнион-джеком и ирокезами. Мы ничего общего с этим не имели», — позже рассказывал Смит. В завершении сета Бейнс на органе исполнила национальный гимн Великобритании.
В июне The Fall выступили в Баркинге на концерте в рамках кампании Rock Against Racism (в частности, наряду с Buzzcocks), после чего пообщались с Гарри Бушеллом. 4 июля в лондонском «Вортексе», где выступали также Джон Купер Кларк и Buzzcocks, группа открыла вечер и «была встречена с полнейшим равнодушием». Вплоть до октября The Fall играли в связке с Buzzcocks практически постоянно. Уже в ходе этих первых концертов музыканты, культивировавшие «анти-имидж» (с полным отсутствием косметики, особых причёсок, любых искусственных атрибутов), вступили в серьёзное, впоследствии усилившееся противостояние с панк-аудиторией. Во многом оно было предопределено географическим фактором: The Fall были «северянами», в то время как практически все известные манчестерские группы того времени базировались в южной части города.
The Fall в эти дни обладали серьёзной пробивной силой в лице Кей Кэрролл, подруги Уны, которая вскоре сблизилась со Смитом и взяла на себя роль менеджера группы. Во многом именно благодаря её агрессивной деловой хватке группа пережила даже самые трудные для себя времена. «Кей была покруче, чем Марк: буквально набрасывалась на людей, когда дело доходило до денег… Она вела себя очень странно. Некоторым она нравилась, но я боялся Кей Кэрролл, при том что Марка не боялся совсем», — вспоминал промоутер Алан Уайз. «Кей — финансовый гений: она ухитрялась удерживать на плаву группу, не имевшую доходов. В среднем музыканты зарабатывали по 18 фунтов в неделю», — позже вспоминал Смит.
9 ноября 1977 года Смит, Брама, Фрил, Бейнс и Карл Бёрнс записали четыре трека («Bingo-Master’s Break-Out!», «Psycho Mafia», «Repetition» и «Frightened») в манчестерской Indigo Studios. Оплатил студийное время менеджер Buzzcocks Ричард Бун, пожелавший выпустить этот материал на собственном лейбле New Hormones Records. «У них был стиль магазина дешёвой одежды: полный анти-фэшн, протёртые свитерочки и ужаснейшие рубашки. Это был стопроцентно гаражный бэнд, с очевидным потенциалом», — вспоминал он. Вскоре Бун вернул плёнки группе, поскольку вынужден был сконцентрироваться на работе со своим коллективом, но в каком-то смысле именно он «открыл» The Fall. Три песни отсюда впоследствии вошли в сингл «Bingo Master’s Breakout»; «Frightened», записанная здесь же, выпущена не была: Смит счёл эту версию «нудной». 23 декабря 1977 года Тони Фрил ушёл в The Passage, уступив место Джонни Брауну, который продержался в составе с января по март 1978 года.

### 1978:Live at the Witch Trials
В январе 1978 года The Fall дали концерт в Хаддерсфилдском политехническом колледже, на одной сцене с The Doll, The Prefects и Sham 69. 13 февраля The Fall появились в телепрограмме Granada TV «So It Goes», которую вёл Тони Уилсон, основатель Factory Records; последнему пришлось отправиться с группой операторов непосредственно в Прествич, в подвальное помещение, где квартировалась группа. The Fall исполнили для гостей «Psycho Mafia», «Industrial Estate» и «Dresden Dolls».
В одном из своих первых интервью (фэнзин ZigZag, февраль 1978 года) Марк Э. Смит подчеркнул важную часть «идеологии» группы: рок не должен быть клубным мероприятием: «Мы играем в пабах, молодёжных центрах, на благотворительных мероприятиях, которые выбираем сами… Мы пытаемся избегать колледжей, поскольку нам не нравится привилегированность и монополия в рок-музыке», — заявил он. Автор статьи Дэнни Бейкер процитировал манифест из «письма группы», адресованного СМИ: «Мы против: компромиссов, фашистов, богатых революционеров и автомобилей». Он с возмущением описал безразличие толпы (которую сравнил с английским бульдогом), заметив, что группа именно зрителям посвятила песню «Hey Fascist», исполняя её «не с ненавистью, но с холодным отвращением». Месяцем позже, в еженедельнике New Musical Express Марк Э. Смит заметил, что свой лучший концерт группа дала в клубе The Marquee — с Buzzcocks и The Worst («три совершенно разных группы из Манчестера»), худший — в «Вортексе», где аудитория неприятно поразила его своим высокомерием. Как писал позже Volume, «лондонцы не очень-то швырялись предметами, но при этом и не спешили заключить в свои объятия угрюмых манкунианцев». Всё это время, да и два-три последующих года, The Fall практически нищенствовали. Смит был единственным, кто имел доход на стороне (не считая Бейнс, но та, будучи медсестрой в клинике для умалишённых, зарабатывала совсем немного): музыканты практически жили на его деньги, спали на матрасах, иногда на полу, не ели по несколько дней. «Можете говорить что угодно о The Fall 1979 года, но на фотографиях они выглядят совершенно истощёнными», — позже писал Volume.
Выполнявшая в такой ситуации ключевую роль Кей Кэрролл явилась и причиной первых раздоров. В марте 1978 года состав покинула Уна Бейнс. «Сама идея <появления> менеджера противоречила изначальным принципам The Fall. Возникли проблемы, ушёл Тони, ушла я и возникли совершенно новые Fall», — вспоминала позже она. В апреле Бейнс заменила Ивон Поулетт (англ. Yvonne Pawlett), а Брауна — Эрик Макганн из аккомпанирующего состава Джона Купера Кларка, известный также под псевдонимами Eric Ferret, Eric Random и Rick Goldstraw. После ухода Бейнс, участвовавшей в создании текстов, Марк Э. Смит стал в группе основным автором.
В мае The Fall выступили в Кройдоне в первом отделении Siouxsie and the Banshees. По рекомендации того же Бейкера из Melody Maker сюда пришёл радиопродюсер Джон Уолтерс, и некоторое время спустя The Fall получили от него письменное приглашение записаться для программы Джона Пила. «Вы — худшая группа из всех, какие я когда-либо видел, худшая в истории человечества… Вы даже хуже, чем Siouxsie and the Banshees, что, мне казалось, уже невозможно… Именно так и написал. И добавил: пожалуйста, приезжайте на сессию», — со смехом вспоминал позже Смит. 30 мая 1978 года The Fall с продюсером Тони Уилсоном записали свою первую Peel Session, которая вышла в эфир 15 июня. По пути в студию группа лишилась очередного участника: Макганн был уволен за отказ ехать на запись (он выразил недовольство тем, что водитель группы Стив Дэвис был приглашён на роль перкуссиониста), так что в студии партию бас-гитары исполнил за него Мартин Брама. Джон Пил, ставший вскоре фанатом группы, записал её у себя впоследствии рекордные 27 раз, и в этом была закономерность: «Они так здорово вписались в программу Джона Пила, потому что словно бы вышли из неё; The Fall — это, собственно, и есть к ней — общая звуковая дорожка», — замечал позже Пол Морли.
В мае группа выступила в Льюишеме, в зале Студенческого совета Колледжа Голдсмита вместе с The Passage, новой группой Тони Фрила, Джоном Купером Кларком и Патриком Фицджеральдом, а также в манчестерском «Сквоте» в поддержку Rock Against Racism, с разогревщиками Nives и The Mekons. В июне 1978 года в состав вошёл (на тот момент шестнадцатилетний) бас-гитарист Марк Райли, прежде подрабатывавший рабочим сцены; 11 июня он дебютировал в составе The Fall на сцене клуба Band on the Wall, затем сыграл с группой на фестивалях Deeply Vale People и New Wave Afternoon. Бутлег с записью второго из этих двух выступлений, сделанной кем-то из зрителей (и отличавшейся крайне низким качеством звучания), вышел в 2005 году на Ozit Records.
В июле The Fall записали дебютный «Bingo-Master’s Break-Out!» EP. Релиз, который, как отмечалось в одной из рецензий, соединил в себе «панк-агрессию с чёрным манкунианским юмором и дадаистским мировоззрением», вышел 11 августа 1978 года на Step Forward Records — лейбле, контракт с которым обеспечил The Fall опять-таки Бэйкер. Здесь же (в тексте одноимённой песни и пресс-релизе) была сформулирована концепция «повторяемости» как музыкальной первоосновы, ставшая своего рода манифестом The Fall.

Осенью этого года The Fall активно гастролировали, в частности — с Here & Now, Wilful Damage, Protex и Alternative TV. Ремастеринг кассетной записи одного из этих концертов, в ливерпульском Mr. Pickwick’s, вышел на Cog Sinister/Voiceprint (2001). В ноябре The Fall выпустили второй сингл «It’s the New Thing». Между тем, тур с Here & Now группе пришлось завершить досрочно. О причинах такого решения Смит говорил:
Таким людям, как мы, нет места. Мы существуем ниже уровня бедности. Потому что — в другой системе: все деньги зарабатываем сами: это не авансы записывающих компаний… Нам говорят: „Ну, теперь-то у вас всё в порядке, видел вашу фотку на прошлой неделе: должно быть, в деньгах купаетесь“. Или — человек в магазине работает, получает 80 фунтов в неделю, а нам говорит: „Да вы продались!“ А мы и двадцати-то фунтов в неделю не зарабатываем. Вот почему мы вышли из этого бесплатного тура, с Here & Now. Играть приходилось для сытых деток. Мы сами — не ели два дня, а у деток <в зале> — по бутылке бренди, у каждого.Марк Э. Смит. NME, 1980
15 декабря The Fall прибыли в лондонскую студию Camden Sound Suite, записали здесь весь материал дебютного альбома Live at the Witch Trials, а на следующий день смикшировали плёнки. В заголовке дебютного альбома отразилось самоощущение музыкантов; они (и Смит — в первую очередь) чувствовали себя, как на средневековом судилище, жестоко третируемые — прежде всего на юге страны. «В Лондоне нас забрасывали бутылками — не потому что мы играли плохо, а потому что мы не были панками. Это было неприятно, потому что я считал, что мы являлись частью движения в самый момент его зарождения. Так что, с самого начала мы настроились по отношению к панку весьма цинично», — позже говорил Смит. «Нас пинали со всех сторон: волосатые — за то, что мы не исполняли тяжёлый рок, интеллектуалы — за то, что мы не были студентами, панки — за то, что не носили булавок. Мне же всегда казалось, что панк — это переодетый хэви метал», — вспоминал лидер группы.
В декабре, после того, как группа дала несколько концертов в Лондоне, Карл Бёрнс покинул состав; его заменил Майк Ли (англ. Mike Leigh). «Иногда кажется, будто The Fall — группа без памяти, без истории: из-за постоянных перемен состава она — <плоская>, словно рекламный щит», — писал по поводу ротации музыкантов New Musical Express. Смит, уже имевший в прессе репутацию «диктатора», возражал: «Энергия, впрыскиваемая в группу сменами состава, невероятна», — говорил он в интервью Jamming! Magazine.

### 1979:Dragnet
В феврале The Fall выступили в лондонском «Лицеуме» под эгидой Straight Music, вновь представ перед враждебной панк-аудиторией (хедлайнерами программы были Generation X). Ненависть к группе приняла уродливые формы в ходе концерта (при участии Stiff Little Fingers, Gang of Four, Human League, The Mekons и Good Missionaries), объявленного в прессе «гигом столетия». Инцидент, когда скинхед, выскочив на сцену, нанёс Смиту несколько ударов в лицо и тут же безнаказанно спрыгнул обратно в зал, вызвал негодование в прессе и дал повод Чарльзу Ш. Мюррею объявить о том, что панк — умершее явление, что наступает эпоха постпанка. Марк Э. Смит соглашался с тем, что группа на концерте звучала неряшливо. «Звучание только ещё начинало формироваться, народу это могло не понравиться, тут — всё правильно. Но <хуже было, что> другие группы нас не поддержали: никто и слова не сказал: для них главное было, чтобы самих банками не забросали. Единственно, Human League попытались вступиться, чем меня удивили: нужно было обладать для этого смелостью!..», — говорил он позже в интервью NME.

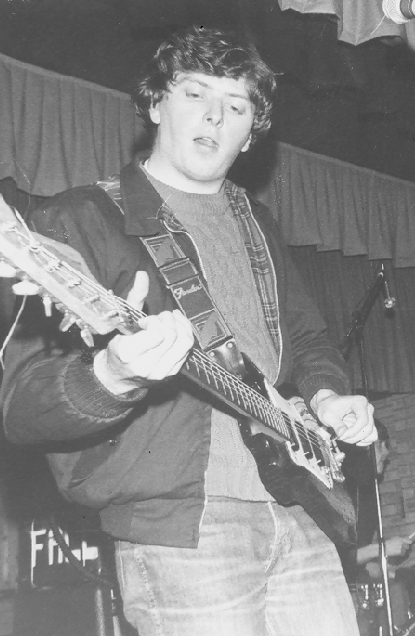
Крэйг Скэнлон, 1980.
Критики отмечали «почти мистическую связь» между Смитом, Хэнли и Скэнлоном, сложившуюся в 1979 году и сохранявшуюся вплоть до конца 1990-х. Лидер группы не раз поражался бескорыстности гитариста и басиста. После выхода Dragnet он сообщил им, что не сможет ничего заплатить, пока дела не улучшатся, и оба в один голос заявили: «Ничего страшного». Впоследствии Скэнлон и Хэнли раз за разом изумляли Смита, отказываясь от повышения зарплаты и настаивая на том, чтобы все деньги между участниками группы делились поровну. «Крэйг и Стив во многих отношениях нужнее группе, чем я», — говорил Смит в 1992 году.

16 марта 1979 года вышел записанный с продюсером Бобом Сарджентом в декабре дебютный альбом Live at the Witch Trials, явивший слушателю «…хорошо организованный диссонанс», отмеченный одновременно — «панк-прямолинейностью и поэтическими претензиями» и получивший хорошую прессу, в частности, 5/5 от Record Mirror. Впрочем, — «Witch Trials… это было плохое для меня время: в группе царила демократия, продюсировал Боб Сарджент: я рад, что альбом не взлетел, иначе это означало бы для нас немедленный конец», — позже утверждал Смит. 17 марта 1979 года The Fall начали британское турне, которое пришлось прервать 18 апреля после того, как Мартин Брама объявил об уходе. Уже в мае, в абердинском Music Hall, группа предстала перед зрителями в новом составе, куда вошли гитарист Крэйг Скэнлон и басист Стив Хэнли. «The Fall: чувства юмора — ноль, но что панки они — несомненно», — написала по поводу этого концерта местная газета Music Express.
В июле 1979 года вышел третий сингл «Rowche Rumble», пресс-релиз к которому, в частности, сообщал: «The Fall намерены задержаться надолго, а фанатов к себе привлекают в возрастном диапазоне от 12 до 40 лет: всегда ведь находятся люди, которым не по вкусу то, что им насильно пихают в глотку; люди, которым по вкусу эзотерическая музыка с хорошим ритмом». В июле того же года состав покинула Поулетт, дав свой последний концерт в манчестерском Factory. Полгода спустя в интервью NME Смит так объяснял уход Ивонн и Мартина: «Слишком всё перемешалось: музыка, взаимоотношения…». Dragnet, по его словам, был записан за несколько дней, через неделю после ухода клавишницы. «Прежде группа привлекала к себе многих из элитарной аудитории, этих на-Ино-молящихся-болванов, но уход Ивонн этому положил конец», — добавлял он.
9 сентября The Fall выступили на сцене первого лидского рок-фестиваля Futurama, в клубе Queen’s Hall, в числе участников которого были PiL, Joy Division и Hawkwind. «На нас пришла десятая часть <зрителей>: остальные глазели на то, как Hawkwind устанавливают аппаратуру, ха-ха!.. Мы были единственной группой, которая с каждой песней делала что-то новое: у остальных было — бррр-стоп-хлоп-thank you», — так вспоминал Смит об этом выступлении. «Возможно, The Fall — это PiL для мыслящей аудитории», — так подытожил рецензент Melody Maker свои впечатления от ноябрьского концерта группы в ливерпульском Eric’s.
26 октября вышел второй альбом группы Dragnet; он ознаменовал ужесточение звучания The Fall и вызвал неоднозначную, но оживлённую реакцию британской музыкальной критики. Melody Maker, в частности, назвал группу «Yes на удвоенной скорости…», признав: цель Смита — «…заставить работать слушателя головой так же напряжённо, как работал он сам в момент создания текстов». В Dragnet, звучание которого уже во многом определялось характерно «оцарапывающим» гитарным звуком Скэнлона, критики выделили два трека, впоследствии признанных для репертуара группы «классическими»: «Spectre vs. Rector» и «A Figure Walks», посвящение Г. Ф. Лавкрафту, одному из любимых авторов Смита.

#### Первое американское турне
Первую половину декабря The Fall провели в США, где гастролировали, большей частью сопровождая Buzzcocks. О концерте на сцене нью-йоркского Palladium Theater New York Rocker писал:

Вторые в программке, The Fall с моей точки зрения и спасли вечер. Ну и сила у этих парней: они вели себя, как если бы аудитории вообще не существовало! Вокалист Марк Э. Смит время от времени прохаживался по сцене, засунув руку в карман; при этом он пел, кричал, визжал и проповедовал — поверх убойного, угрожающего грохота. Лишённые традиционной рок-н-ролльной динамики, The Fall сконструировали впечатляющую стену звука… Позже Смит так и сказал NYR: «Для группы важен не рок-н-ролл, а идеи». Интригующий, в высшей степени оригинальный бэнд.— Гай Эвальд, New York Rocker. Декабрь 1979
Позже корреспондент New Musical Express удивлялся тому, что в США группа была встречена в целом тепло. «The Fall выглядят английским национальным достоянием; трудно понять, как вообще американский зритель может установить с ними хоть какой-то контакт», — замечал Э. Гилл. Смиту поездка понравилась: «Думаю, там у The Fall больше шансов… Видите ли, дело в том, что в Америке музыка настолько дрянная, что всё <от неё> отличное сразу отфильтровывается и проникает к ним в нутро». Музыканты отметили потребительское отношение американцев к року. Марк Райли о выступлении The Fall с Игги Попом (Catamaran Hotel, Сан-Диего, Калифорния) рассказывал: «Это напоминало программу „Talk Of The Town“: парами люди сидят за столиками, едят, пьют вино, и только несколько пар стоят перед сценой и на тебя глазеют. Очень странно. На кабаре похоже». Публика, ожидавшая хедлайнера, освистывала The Fall; Смит злился сильнее обычного, чем, в конечном итоге, на сочувствующую часть аудитории и произвёл сильное впечатление. Зато группу прекрасно приняли в лос-анджелесском Anticlub; Марк Райли говорил позже, что этот концерт остался в его памяти лучшим из всех, что он провёл в составе группы.

### 1980:Grotesque (After the Gramme)
В январе 1980 года вышел четвёртый сингл группы «Fiery Jack» (#4 в UK Indie Charts), ставший, как позже писала критика, первым образом нового, изобретённого Смитом жанра «Country & Northern» (по аналогии с Country & Western). Сингл стал последним релизом The Fall на Step Forward, лейбле, который, как утверждал Смит, не заплатил группе ни пенни. Покинувшего состав Майка Ли заменил Пол Хенли (англ. Paul Hanley), шестнадцатилетний брат басиста Стива. В новом составе The Fall (уже на Rough Trade Records) выпустили Totale's Turns (It's Now or Never). Концертный сборник, записанный в 1979—1980 годах на концертах в Донкастере и Брадфорде, обратил на себя внимание обозревателей, помимо прочего, репликами Смита, ругающего не только публику, но и собственных музыкантов. Необычный заголовок альбома объяснялся тем, что, начиная с января 1980 года, Смит взял нечто вроде псевдонима: Роман Тоталь Семнадцатый. Концепцию призвано было прояснить «Письмо Тоталя Семнадцатого Матфею», опубликованное в феврале, но оно осталось всеми непонятым, а в скором времени и забытым. «Смит понимает: лучше, чтобы зритель интерпретировал продукт, а не просто его потреблял. Отсюда — комментарии вымышленного (отчасти самопародийного) персонажа Roman Totale XVIII и его сына Джо… Умышленно туманные и недооформленные, они предоставляют широкие возможности не только для интерпретаций, но и для самопроекций; в лучших же случаях — служат методом самокритики», — объяснял смысл такого «раздвоения» Энди Гилл в NME. Totale’s Turns (It’s Now or Never) ознаменовал первый успех группы в UK Indie Charts; он поднялся до #1 и продержался в списках 31 неделю.
Альбом записывался во враждебной атмосфере: в своей привычной провокационной манере The Fall дали эти концерты в северных рабочих пабах, где их (как позже писал The Listener) «встречали или оскорблениями, или ошеломлённым молчанием, в котором слышался скрип отвисших челюстей». При этом альбом продемонстрировал важный факт: группа всегда с уважением относилась к любой, даже негативно настроенной аудитории. «Они лишь часть общей ситуации, не так ли? Например, в Донкастере (где была записана часть альбома Totale’s Turns)… сплошной шёл негатив, мертвенный холод. <…> Но невозможно сказать, какая аудитория лучше, позитивная или негативная. Главное, наверное, чтобы люди были открыты…», — говорил Марк Райли. NME впоследствии называл Totate’s Turns лучшим — и самым честным — концертным альбомом 1980 года. «Его внешняя невзрачность <скрывает> под собой стальное сердце; тут ощущается непоколебимое самоуважение, которое само по себе более чем компенсирует все недостатки, связанные с качеством записи», — писал рецензент Энди Гилл. «Этот состав <группы настолько хорош, что> меня даже пугает. Он таков, каким должен быть. Это первый вариант Fall, из которого я могу уйти, и мне не будет стыдно», — говорил Смит в интервью NME.

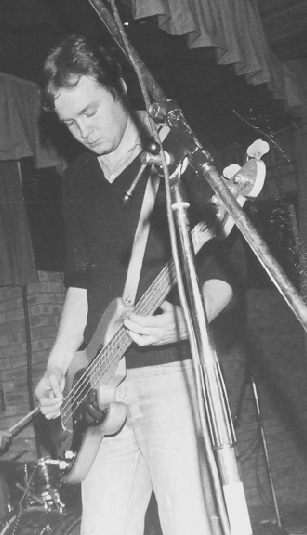
Стив Хэнли, 1980 год

По окончании июньского турне The Fall по Голландии Хэнли-младшему пришлось вернуться домой для сдачи школьных экзаменов O-Levels; его временно заменил Стив Дэвис (англ. Steve 'Cowbell' Davies), обратная замена произошла в начале июля. 11 июля на Rough Trade вышел пятый сингл группы «How I Wrote Elastic Man», поднявшийся до #2 в UK Indie Charts. После того, как сентябрьский (шестой) сингл «Totally Wired» повторил этот результат, группа выступила в Ирландии (Arcadia Ballroom, Корк), с Chant, Chant, Chant и Microdisney, где была принята очень тепло.
17 ноября 1980 года вышел альбом Grotesque (After the Gramme), где, как отметили рецензенты, в полную силу проявил себя дуэт Райли-Скэнлон. Сказалось и присутствие в студии сразу трёх (работавших поочерёдно) продюсеров (Грант Шоубиз, Джефф Трэвис, Мэйо Томпсон): музыка группы зазвучала чисто, но от этого не менее яростно и бескомпромиссно — прежде всего в этом смысле отмечалась программная композиция «The N.W.R.A.», своего рода футуристическая фантазия на тему гипотетической британской революции. К этому времени сформировался и оригинальный стиль дизайна обложек The Fall: затемнённые фотографии музыкантов, загадочные «паутинообразные» диаграммы, нацарапанные Смитом обрывки фраз, содержащие информацию самого туманного свойства. «К тому моменту, как вы вынимали пластинку из конверта (а мы говорим о виниле, и стоил он всегда меньше 4 фунтов), вы уже нервничали слегка напуганы и невероятно любопытны», — писал позже Volume.

### 1981:Slates
Серия британских концертов, начавших 1981 год, дала повод Смиту выразить удовлетворение по поводу того, что аудитория группы меняется: в ней появляются 12-13-летние зрители. Мини-альбом («10» EP) Slates, выпущенный в апреле, стал последним релизом группы на Rough Trade. Пластинка была тепло встречена критиками, отметившими улучшение качества звучания и попытку «реструктурирования — от панка к прогу, в самом непретенциозном значении последнего слова», и поднялась до #3 в UK Indie Charts. Slates, говорил Смит, был «очень классово осознанной вещью», «попыткой достучаться до тысячи избранных — рабочих или интеллигентов, которые не слушают музыку и не покупают пластинок», а в каком-то отношении — и «ответом Rough Trade». Одна из самых известных песен альбома, «Prole Art Threat», положила начало своего рода концепции (развивавшейся не столько самой группой, сколько музыкальной прессой), которую связывали с постепенным изменением имиджа группы в «пролетарскую» сторону. Смит отмечал позже, что альбом записывался в нелёгкие для группы времена: «В 81-м мы арендовали студии, где никто с нами и разговаривать не желал; работали с людьми, которые не имели ни малейшего представления о том, что мы делаем. Первой нашей реакцией было — поскорее записать всё, что можно, и убраться восвояси как можно скорее».
О первом этапе сотрудничества с Roght Trade (которому неожиданно суждено было возобновиться два года спустя) у Смита остались смешанные впечатления. Он отдавал лейблу должное, признавая, что, по крайней мере, группа получила там все причитавшиеся ей деньги. «Не то, что Step Forward, где мы выпустили первые синглы и два первых альбома, и от которых не увидели ни пенни. При этом буквально умирали с голоду. It’s A New Thing был признан синглом года, а денег принёс — ноль», — жаловался он. Но были у него и претензии, связанные с «уравниловкой», склонностью рафтрейдовцев вмешиваться в творческой процесс.
В мае 1981 года The Fall дали концерты в Бельгии, Голландии (выступление в Гронингене было показано по голландскому ТВ и существует в бутлег-версии под двумя заголовками: 26 April 1982 и Swedish TV 1981) и Германии: запись, сделанная в клубе Alter Bahnhof, в Хофе, также вышла бутлегом, дополненным плёнками с берлинского концерта, состоявшегося на следующий день. В конце мая The Fall вылетели в США, где провели продолжительное турне из 32 концертов, правда — без Пола Хенли: ему отказали в разрешении на работу из-за юного возраста. Смит обвинял в случившемся британские власти, требовавшие отчёта о датах прибытия, чего он делать не хотел, по каким-то своим причинами рассматривая вояж как «очень секретную операцию».
После того, как газета «Dagbladid» вышла с фотографией Fall на первой странице под сенсационным заголовком: «Грубый британский рок прибыл в Исландию!», все билеты на первый концерт были распроданы. Зрители, однако, начали покидать зал уже во время второй песни. Колин Ирвин сравнил оставшихся с «одержимыми» (предположив, что странности их поведения объяснимы, разве что, огромным количеством поглощённой водки): 
Вот один из одержимых пробирается прямо к сцене; его лицо на уровне лица Марка Смита, он пытается его «переглядеть» — безуспешно. А вот второй: всходит на сцену, берёт микрофон и кричит в него, обращаясь к группе: «Исландцы — счастливые! А вы вот — почему не счастливые?»
В какой-то момент Смит едва уклонился от стула, брошенного в него одним из «одержимых» — как выяснилось после концерта, от избытка «любви».
В сентябре вышел сборник Early Years 77-79; «доисторические синглы», записанные ещё с Бейнс и Брамой, были собраны на одной стороне, вторая содержала более свежий сингловый материал. В сентябре 1981 года группа The Fall дали три концерта в Исландии, став четвёртой британской группой, побывшей здесь за три года (после The Clash, Stranglers и Any Trouble) К этому времени у The Fall появилась группа фанатов, которую возглавлял Эйнар из группы Purkurr Pilnikk, выступившей в качестве разогревщиков на концертах. Здесь The Fall записали три песни, вошедшие в следующий альбом Hex Enduction Hour.
В ноябре, по завершении британских гастролей, The Fall выпустили свой седьмой сингл группы «Lie Dream Of a Casino Soul» (Kamera Records; #5 UK Indie Charts); увлечение Смита «северным соул» проявилось здесь уже в полной мере. «Песня вызвала на севере <Англии> нездоровые чувства: её восприняли как снобистскую по отношению к старым соул-исполнителям, хотя этого там не было и в помине. Потому что я вырос с людьми, которые слушали Northern Soul за пять лет до того, как южане о нём вообще услышали. Но <на Севере> это оставили позади, и песня как раз об этом; в ней нет ничего оскорбительного», — так объяснял свою позицию автор. В записи сингла приняли участие сразу два ударника: Хэнли и Карл Бёрнс. Смит первоначально рассматривал возвращение второго из них как временный ход, но тот задержался в группе надолго. «Карл здесь — для создания баланса: он очень высокотехничный музыкант… а Пол — ударник-самоучка», — замечал фронтмен. «Карл придал новое измерение новому материалу. Было бы глупо позволить ему уйти после окончания тура… Карл может многое: играть на гитаре, басу, что соответствует моим взглядам… на сцене это несколько сумбурно, но здо́рово», — говорил Смит в другом интервью. В итоговых списках New Musical Express The Fall заняли 4-е место в категории «Лучшая группа года», Марк Э. Смит — то же 4-е место в списке лучших авторов.

### 1982:Hex Enduction Hour
Марк Э. Смит считал, что к концу 1981 года группа «загнала себя в угол»: наполнилась таким замесом «первобытной ярости, который мог вызвать лишь саморазрушение». Идея следующего альбома, по его словам, состояла в том, чтобы всё это «выпустить из системы». Записанный с таким настроением Hex Enduction Hour вышел 8 марта 1982 года на Kamera Records и поднялся до #2 в UK Indie Charts. Пластинка впоследствии была признана одной из лучших в истории группы и получила восторженные рецензии в прессе. «Если бы мы продолжили линию, начатую Slates, могли бы получить грандиозный рок-саунд, но он-то нам как раз и не нравится», — говорил Смит.
Выпустив в марте кассетой (на лейбле Chaos Tapes Records) второй концертный альбом группы Live in London 1980, записанный в лондонском Acklam Hall (ныне — Subterranea) 11 сентября 1980 года, группа провела британское турне. «Много хорошего было сказано о двух ударниках, но сегодня Хэнли и Бёрнс, скрытые в глубине сцены, создают, скорее, шумовое покрывало, нежели ритм», — писал NME об апрельском концерте группы в Blue Note, Дерби, отмечая также, что Purrkur Pilnikk «куда более подходили бы для первого отделения Killing Joke». Ещё более неожиданные «разогревщики» выступили с группой в Йорке 29 апреля: The March Violets и Sisters of Mercy.
1 мая 1982 года на Cottage Records вышел третий концертный альбом группы A Part of America Therein (#9 UK Indie Charts), записанный в ходе американского турне 1981 года. С 22 июля по 21 августа The Fall провели гастроли по Австралии и Новой Зеландии (единственной к этому моменту стране, где группа попала в чарты — c альбомом Grotesque), дав 26 концертов в течение 7 недель. Карл Бёрнс вынужден был пропустить здесь ряд выступлений; его паспорт во время турне в США в 1981 году украла групи, а дубликат (если верить его же заявлению) уже в Британии съела собака. На реплики прессы о непредсказуемости плей-листа The Fall Смит отвечал: «Есть что-то отвратительное в галереях хитов: это как плевок в аудиторию. Особенно если 7 раз играешь в одном городе, кто-то же приходит не один раз… Я составляю сет, и если что-то с песней не так, её тут же вычеркиваю». Ещё более странную привычку выходить играть «на бис», даже когда его об этом не просят, фронтмен аргументировал так: «Играть на бис — банально, но отказываться от этого только потому, что это банально, — ещё ведь банальнее?». В интервью Смит открыто критиковал собственных музыкантов за склонность «скатываться к формулам» и пояснял: как раз чтобы «поддержать напряжённость» в группе, он не открывает своим музыкантам, какие песни будут играться, так что все узнают об этом в последний момент. «Я отношусь к концерту как к репетиции. Не умею репетировать в комнате, это не стимулирует. Музыкантам нужна реакция», — добавлял Смит.
Rip It Up восторженно отозвался о группе, отметив её уникальность. Были другие мнения: «Марк Смит — циничный и озлобленный критик английского общества. Он, кроме того, груб и саркастичен. Мне очень он не понравился», — писал М. Райан в журнале RAM. В целом The Fall для Австралии явились полной неожиданностью. Смит предполагал, что в Сиднее от них ждали «чего-то среднего между UB40 и The Jam»: «Было здорово видеть их лица, когда мы начинали играть. Мы дали шесть концертов, на первый пришли 1200 зрителей, на последний — около двухсот», — замечал фронтмен. Его же в Австралии поразила прежде всего всеобщая апатия. «Я сражался там постоянно, сражался за свою жизнь: опусти руки, и был бы втянут зыбучими песками их сонливости», — признавался он.
18 сентября в Афинах группа выступила на концерте, объявленном «Первым в истории фестивалем независимого рок-н-ролла» (First Ever Festival of Independent Rock ‘n’ Roll). За день до Fall здесь выступили Birthday Party, а на следующий день после Fall — New Order. Смиту понравился концерт, группа находилась на сцене несколько часов, и, по его словам, публика вряд ли что-то поняла — «сначала Birthday Party их смяли, потом мы…». В конце сентября на Kamera Records вышел мини-альбом Room to Live (#5 в UK Indie Charts), записанный Кэй Кэрролл (в качестве продюсера) при участии приглашённых музыкантов: гитариста Артура Кэдмана (англ. Arthur Cadman) и саксофониста Эдриана Нимана (англ. Adrian Niman) и вернувший группу к гаражному рокабилли, характерному для Grotesque. В комментарии на обложке отмечалось, что содержание пластинки отражает события британской весны 1982 года: Фолклендский кризис и визит Папы в Британию. Действительно, рецензенты отметили прежде всего «Marquis Cha Cha» — сатирическую зарисовку на тему фолклендской войны. Впрочем, сингл вышел год спустя, с большим опозданием, и утратил к этому времени актуальность. «У нас никогда не будет хита, потому что уже прежде чем подписать контракт, нужно превратиться в отстой. Всю свою творческую энергию перевести в канал ублажения кретинов», — сетовал Смит.
22 декабря 1982 года Марк Райли в последний раз выступил в составе The Fall на концерте в манчестерском Lesser Free Trade Hall; Смит уволил его без объяснений, в своей обычной безапелляционной манере. Впрочем, год спустя, в интервью NME, рассуждая о том, что группе нельзя «оглядываться назад», он замечал: «Именно поэтому пришлось уйти Марку Райли, который постоянно сетовал: 'Ох, это же хуже чем то, что мы делали год назад'. Так мыслить The Fall не должны».

### 1983:Perverted by Language
В 1983 году The Fall продолжили, по выражению Ричарда Кука, «линию на разъедание потребительского музыкального рынка». «В год, когда их ранние современники окончательно порвали со своей первоначальной аудиторией, The Fall выглядят сильнее, чем когда бы то ни было», — писал он в январском NME. «Наша аудитория улучшилась: мне теперь начинает казаться, — это тот тип зрителя, какой привлекает к себе хороший сценический юморист», — заметил Смит после серии концертов в Йоркшире. В феврале The Fall выступили в Швейцарии, Бельгии и Голландии, а в апреле вылетели в США. 17 апреля, после концерта в бостонском клубе The Rathskeller музыканты направились в местный бар, где по какой-то причине Кэй Кэрролл было отказано в обслуживании. Она захотела уйти в другой бар, Смит настоял на том, чтобы остаться, а когда группа готова была уже отправиться в Монреаль, выяснилось, что Кэй ехать туда не намерена. С этого момента она прекратила с The Fall всякие отношения.
Из Канады The Fall вернулись в США; после концерта в чикагском клубе Metro 23 апреля Марк Смит в баре Smart (располагавшемся в подвальном помещении клуба) познакомился с Лорой Элиз Сэлинджер, известной также как Брикс, вскоре ставшей его женой. В мае группа дала один концерт в Исландии, запись которого позже была издана на CD под заголовком Reykjavik 83. В июне — первоначально на Flying Nun Records, в Новой Зеландии, вышел концертный In a Hole, записанный 21 августа 1982 года в Окленде.

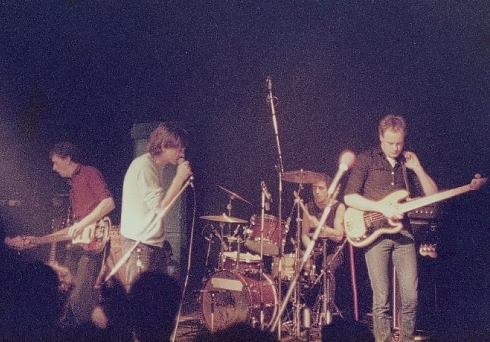
The Fall, 1984
Perverted by Language Tour

Первую половину июля группа провела в Австрии и Германии, затем выпустила (временно вернувшись на Rough Trade) записанный уже без Райли в январе сингл «The Man Whose Head Expanded» (#3 UK Indie Charts), за которым в сентябре последовал «Kicker Conspiracy»/«Wings» (#3 UK Indie Charts). «Wings» сам Смит называл «научно-фантастическим рассказом, положенным на музыку», о «Kicker Conspiracy» (сатирической зарисовке на футбольную тему) говорил: «<это> одно из тех диких упражнений в провокации, к каким я иногда прибегаю». В начале сентября The Fall вернулись в США, дав первый концерт очередного утра в вашингтонском Night Club. Присоединившаяся к составу Брикс Смит дебютировала 21 сентября на сцене уэйкфилдского Hellfire Club. Как позже объяснял Смит, он даже не знал, что Брикс играет на гитаре: «The Fall в тот момент нуждались в басисте… То, как она обращалась с гитарой, произвело на меня сильное впечатление, и я предложил ей войти в состав. Она не хотела, но я убедил её — и она вскоре по этому поводу преисполнилась бо́льшим энтузиазмом, чем даже я», — рассказывал позже Марк.
Концерт The Fall в Ньюкасле 25 ноября был впервые показан в телепрограмме BBC Channel 4 The Tube. «Я изменил своему основному принципу <ничего не делать задаром> ради того, чтобы вывести их на телевидение. Когда меня спросили, сколько я хочу получить за программу, я сказал: нисколько, если вы мне позволите снять мою любимую группу», — рассказывал Джон Пил. На Марка Э. Смита произвёл сильное впечатление комплимент Бо Дидли, который смотрел эту программу, и потом заявил ему при личной встрече: «Всё остальное было дрянь: Элтон Джон, Пола Йейтс… там была одна классная рок-н-ролльная группа: ваша!».
Этому выступление предшествовало британское турне, вновь оказавшееся беспокойным: так, во время концерта в университетском клубе в Гилдфорде одна из брошенных на сцену пивных банок попала в Смита; позже не сцену вторглась компания скинхедов. Тем не менее, — «На концертах Fall достигли удивительной слаженности… На сцене теперь по глубине звука они могут сравниться с адскими глубинами The Birthday Party в самые зловещие их минуты…», — писал о концертах того времени журнал ZigZag.
Брикс Смит приняла участие в записи двух треков седьмого студийного альбома Perverted by Language (Rough Trade Records), вышедшего 5 декабря и поднявшегося на вершину британских «независимых» списков. Поскольку «царапающе-разношёрстный» Room To Live был год назад встречен прессой в штыки, в Perverted By Language была предпринята попытка изменить стиль: «абразивный и ввёрнутый в себя, он пылал энергией ранних релизов», хотя, как отмечал впоследствии New Musical Express, не воспроизводил в адекватной степени атмосферу напряжённости, какой те же треки были заряжены на концертах группы.

### 1984:The Wonderful and Frightening World of The Fall
В марте 1984 года The Fall провели шотландские гастроли, в сопровождении Del Amitry. «Смит-персонаж крадучись, сгорбленно передвигается по сцене, как богомол, в то время как группа — два барабанщика, гитары, бас, плюс миниатюрная девушка (миссис Смит) — обеспечивают ритмический, шумовой фон для его рявкающих проповедей. Не думаю, что есть другая группа, настолько лишённая имиджа», — писал Боб Флинн в Melody Maker о концерте в клубе Teazers, Данди. В марте-апреле прошли концерты The Fall в Германии (с заездом в Голландию). Выступление группы 4 апреля в Alabamahalle, Мюнхен, было записано Bayerischer Rundfunk и позже издано бутлегом (без двух последних треков) как C.R.E.E.P. Show.
The Fall vs. Motown 
В 1984 году едва не осуществился, казалось бы, невероятный союз The Fall и компании Motown, представители которой решили прослушать все «горячие» группы Британии. 
Марк Э. Смит:
Я получил письмо, и всё такое прочее, но эти жирные коты в Лос-Анджелесе наложили вето: должно быть,  услышали трек в Hex Enduction Hour со строчкой про 'вездесущих ниггеров'... Это было ужасно смешно. Они выдали мне альбом Rare Earth, ну, этой проэкологической, первой белой группы на Motown, и стали мне рассказывать о том, что у нас есть все шансы стать после них вторыми. Меня это очень развеселило. Но в каком-то смысле они сослужили нам добрую службу, потому что многие другие компании, услышав об этом, стали нами интересоваться.
Результатом этого всеобщего любопытства и явился последовавший вскоре контракт с Beggars Banquet.
Затем последовала смена лейбла. Начало 1984 года, как позже говорил Смит, ознаменовал низшую точку в истории группы. «Kamera вот-вот должна была прекратить своё существование. Мы это предвидели и предусмотрительно оттуда ушли. Но вернуться в Rough Trade было бы просто позорно», — говорил он позже. Тут-то и последовало новое предложение. — «The Beggars свалились на нас, как снег на голову. Мы были на самом дне, в огромных долгах: я ведь решил, что никогда больше не стану записываться на Rough Trade, лучше умру с голода», — говорил Смит. Главным с его точки зрения достоинством новых работодателей было отсутствие плотного графика, позволявшего группе самой определять сроки релизов, невмешательство в творческий процесс, а также то, что на лейбле не записывались группы, похожие на Fall. «В Rough Trade был десяток групп подобных нам, они постоянно воровали наши идеи, да и… всё остальное тоже», — утверждал Смит.
Первым релизом The Fall на Beggars Banquet Records стал вышедший 8 июня сингл «Oh! Brother». Союз с «полумажорным» лейблом (как писал Jamming) не только не охладил «разлагающего порыва» The Fall, но и «придал атаке больше последовательности». Впрочем, как отмечалось там же, «Oh! Brother», зазубренный и желчный, «принёс некоторое разочарование — отсутствием художественности высшего образца, характерной для Fall». 4 августа The Fall выступили на фестивале Совета Большого Лондона (GLC Festival) в брикстонском Броквелл-парке, где, как отмечали рецензенты, выглядели более чем достойно под градом пивных банок (так проявили себя фанаты New Model Army). 24 августа на Beggars Banquet вышел сингл «c.r.e.e.p.», отмеченный поп- и dance-влияниями; отличаясь сравнительно мягким звучанием и изящной аранжировкой, он практически впервые вывел The Fall в радиоэфир.

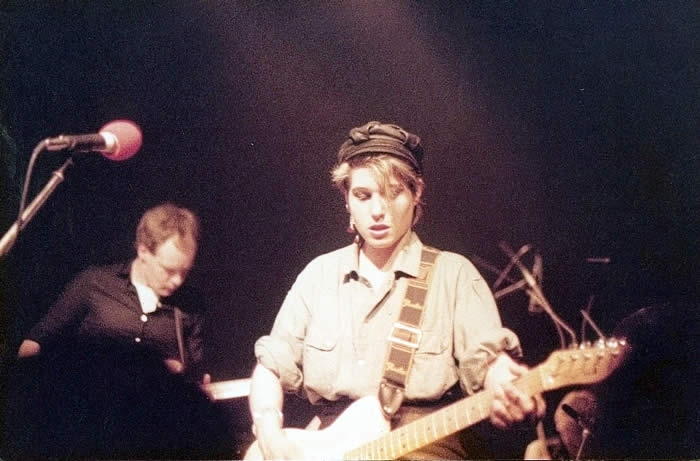
Брикс Смит в составе The Fall. 1984 год

В октябре вышел The Wonderful and Frightening World of The Fall. Участники коллектива оценивали альбом по-разному: Брикс считала его достоинством разнообразие, достигнутое тщательным трудом, Марк утверждал, что альбом, напротив, хорош спонтанностью. «Моя проблема в том, что я слишком много думаю над каждой песней. А лучше просто выдавать их с первой попытки», — добавлял он. В NME альбом был назван образцом «устрашающего великолепия», музыкальным потоком «отвращения и ненависти», социопатическим «купанием в современном помойном мире, где царят подлость, мелочность, лицемерие, паранойя…» «После этой пластинки The Fall практически всё звучит банально и сентиментально… Смит, вырыв для себя нишу, перестал быть изгоем: он стал фигурой истеблишмента в британском роке», гораздо более близкой по статусу к Лу Риду и мало напоминающую того «бескомпромиссно неотёсанного антигероя, которого он являл собою несколько лет назад», — писал Мэтт Сноу. Отмечалось также влияние Брикс Смит, смягчившей и приукрасившей звучание коллектива.
Октябрь-ноябрь The Fall провели в гастролях по Британии и Ирландии. «Иногда кажется, будто песни Fall — будучи не более, чем зарисовками, — каждый раз вырастают из своего сырого, невнятного состояния, в <полноценные> композиции, — исключительно благодаря тому мастерству, с каким М. Э. Смит заставляет свои твердокаменную идиоматичность, дикцию с фразеологией (не говоря уже о выдающемся воображении во всём, что касается звучания) балансировать на грани случайного…», — писал Melody Maker об одном из концертов.
После выхода Call for Escape Route EP группа выступила в манчестерском клубе Hacienda, в очередной раз столкнувшись (согласно журналу Debris) с аудиторией, «погружённой в глубины безмозглости». «Такая волнующая, возбуждающая группа, как Fall, заслуживает аудиторию более высокого уровня», — заключала корреспондентка журнала Милли Ренер. Том Дингволл из Sounds, описывая концерт 22 октября в Kelvin Centre, Глазго (где появились также The Membranes), выделял Брикс, отмечая, что та «играет на гитаре как светловолосая, женственная версия Роберта Смита». «Стена ритма, генерируемая братьями Хэнли, мощна, а верный Карл Бёрнс масштабен и брутален. Крэйг Скэнлон и Брикс Смит вбуравливают шокирующе суровый гитарный металл в самое сердце зверя», — так писал Дэнни Келли о концерте группы 30 октября в лондонском «Лицеуме». Он же замечал, что если ещё недавно Смит был своего рода «словесником от городской герильи» — подвижным, фрагментированным, полагавшимся на случайность, — то теперь он стоит «во главе чёрной непобедимой военной машины». После концерта 3 ноября в Brighton Polytechnic Пол Хэнли ушёл из группы и собрал собственный состав Kiss the Blade. Начиная с декабря в течение следующих четырёх месяцев The Fall оставались квинтетом.

### 1985:This Nation’s Saving Grace
В марте 1985 года The Fall выпустили свой второй сборник Hip Priests and Kamerads (#4, UK Indie Chart), куда вошёл лишь материал, выпускавшийся на Kamera Records. Промоконцерт 7 марта в Tawn Hall (Хаммерсмит, Лондон), прошёл при поддержке Khmer Rouge, группы, где играла Марша Скофилд (англ. Marcia Schofield), впоследствии — участница The Fall. Без временно выбывшего Стива Хэнли (у него родился ребёнок), с приглашённым ему на замену клавишником и бас-гитаристом Саймоном Роджерсом (англ. Simon Rogers) группа вылетела в США, где провёла продолжительное турне по Западному побережью. Возвращение Хэнли в мае не повлекло за собою уход Роджерса: последний всего лишь переключился на клавишные. Смит высоко оценивал его вклад; признавая, что сам, будучи музыкальным неучем, в присутствии этого высокообразованного музыканта обретает дополнительную свободу самовыражения, он говорил, что Роджерс — единственный участник группы, которому дарована полная независимость с возможностью заниматься любыми сторонними проектами.
В июне вышел сингл «Couldn’t Get Ahead», включённый в следующий альбом. К этому времени The Fall, чья популярность неуклонно росла, перестали появляться в Indie-чартах: с переходом на Beggars Banquet они автоматически оказались вне пределов «независимости». «Beggars вывели из indie charts потому что у них нет независимого распределения. Поэтому мы не попадаем в инди-чарты. Это своего рода внутренний расизм… хотя, и зависть тоже», — сетовал Смит. Заметным было и летнее выступление The Fall на открытом концерте в Замке Клитероу, частично транслировавшемся в программе «On the Wire» (BBC Radio Lancashire). Рецензируя концерт в манчестерском International (19 июня), Мик Миддлс из Sounds отмечал как общий энтузиазм, продемонстрированный музыкантами, так и неожиданно скромную позицию, которую занял на сцене Марк Э. Смит, явно предоставивший основное пространство сцены для Брикс. В июле The Fall выступили на фестивале W.O.M.A.D. в Эссексе. «Мы — The Fall, и мы из Первого мира», — так представил группу Марк Смит. Настаивая на активной гастрольной деятельности (и понимая, что именно «живые» выступления всегда были сильнейшим козырем The Fall), Смит признавал, что «играть ради хлеба насущного и оставаться на должном уровне становится всё труднее». «Мы отыграли уже слишком много. Не стану утверждать, будто концерты Fall сейчас такие же, какими был прежде», — признавался он.
23 сентября на Beggars Banquet вышел девятый студийный альбом группы This Nation’s Saving Grace, собравший в целом положительные, но неоднозначные отзывы прессы. Так, Village Voice писал о том, что альбом знаменовал отказ от поворота к облегчённому звучанию, наметившегося в предыдущем альбоме, и сравнивал его с релизами «трудных» американских групп (Swans и Sonic Youth). В более поздних ретроспективных обзорах This Nation’s Saving Grace рассматривался всё же как часть самого светлого, относительно «мейнстримовского» периода в истории группы. Многие обозреватели отметили удачную работу продюсера Джона Лекки, благодаря которому The Fall впервые сумели продемонстрировать на виниле сильнейшие стороны своего звучания. В октябре вышел сингл «Cruiser’s Creek», после чего месяц The Fall концертировали по клубам Великобритании, записав в Ньюкасле для The Tube две песни: «Bombast» и «Cruiser’s Creek». Это было второе и последнее появление группы в этой концертной телепрограмме BBC.

### 1986:Bend Sinister
1986 год The Fall открыли серией британских концертов, после чего Бёрнс покинул состав — отчасти из-за проблем со здоровьем, но в основном в силу обострившегося взаимного антагонизма со Смитом. «Им позволяется всё. Я выпроваживаю их восвояси, лишь когда они начинают покрикивать на рабочих сцены и вести себя как рок-звезды», — так формулировал (в августовском NME) Марк Э. Смит основной принцип своей кадровой политики. Впрочем, «они <играют в Fall> исключительно по любви, и это по-своему трогательно», — добавлял он. В прессе появилась шутка о том, что «Смит увольняет своих музыкантов, как только те овладевают своими инструментами», но, как отмечал NME, ближе к истине другое предположение: Смит точно чувствует момент, когда требуется «освежить группу», тем самым предохранив её от «самодовольства и самоповторов»; умеет найти «приём для подножки» каждый раз, когда группа достигает «рутинного уровня мастерства».
27 февраля группа вылетела на свои пятые по счёту американо-канадские гастроли, завершившиеся 22 марта. Некоторое время Бёрнса подменял Пол Хэнли, затем в июне участником группы стал барабанщик Саймон Уолстенкрофт (англ. Simon Wolstencroft). В те же дни вышел сингл «Living Too Late». На июльском концерте в лондонском Town and Country группа выходила на бис 7 (!) раз — правда, если верить, рецензенту Melody Maker, не столько по воле зрителей, сколько вопреки ей. Также в июле The Fall выступили на Festival of the 10th Summer (на одной сцене с Джоном К. Кларком, Virgin Prunes, Wayne Fontana and the Mindbenders и др.) а позже по специальному приглашению The Damned, отмечавших свою десятую годовщину, — в лондонском Финсбери-парке. Фестивали с участием The Fall прошли и в Голландии; выступление группы на Sneekwave Festival, как писал NME, «не продемонстрировал привычного конфронтационного напряжения, которое делает группу особенной». Более того, здесь Смит даже пообщался, и вполне дружески, с Джоном Лэнгфордом из Three Johns, который прежде не раз «испытывал на себе высокомерный гнев» фронтмена Fall. 1 сентября вышел сингл «Mr. Pharmacist» (#75 UK), после чего группа продолжила гастролировать по Британии (в сопровождении, в частности, Zor Gabor и The Wonderstuff).
29 сентября вышел 10-й студийный альбом Bend Sinister; как писал NME, политические и социальные монологи Смита уступили здесь место «более случайным наблюдениям, обрывистым кратким фразам, произносимым настолько сдавленно, что ни о какой понятности быть не может и речи». «…По растрёпанным страницам Roget Thesaurus Марк Смит за канонами английского языка гоняется — с топором», — заключал рецензент. Альбом стал последним релизом для Роджерса, который, впрочем, продолжал сотрудничать с The Fall на гастролях в течение двух последующих лет.

В начале октября в Ипсуиче «репетиционный» концерт в составе провела Марша Скофилд прежде игравшая в Khmer Rouge. Четыре года спустя она вспоминала:
Зал был полон, передо мной были все эти обрывки бумаг, а кроме как на саундчеке я с группой не репетировала… Ужасно! На бис мы исполнили две песни, которых я прежде не слыхала вообще. Вот оно, крещение огнём! «Это был твой лучший с нами концерт», — позже часто повторял Марк.Марша Скофилд, Bitch Mental, 1990
Согласившись принять участие в австрийской поездке, Марша по почте получила все альбомы The Fall и письменные инструкции по разучиванию партий. С нею во второй половине октября The Fall провели американские гастроли. «Марк Смит, сгорбившись над микрофоном, выплевывает тёмные сюрреалистические тексты в манере насмешливого сержанта на плацу, заставляя Рекса Харрисона перевернуться в могиле (если, конечно, он мёртв)… <Брикс> извлекает из Rickenbacker, который вообще-то считается утонченным, звучным инструментом, самые злобные звуки, какие только можно себе представить», — писал М. Азеррад о концерте группы 25 октября в нью-йоркском Ritz. Корреспондент отметил также, что позы гитаристки и её «крашено-блондинистая миловидность» служат приятным контрастом «спине Марка, которая часто обращена к зрителям», и его в целом «не слишком артистичной» манере поведения. О своей привычке комментировать песни Смит в беседе с Only Music замечал следующее: «Иногда я вбрасываю <в зал> шутки, но только… это не шутки: они бессмысленны. Просто возникает чувство, что именно эти слова следует передать в зал. Иногда я вставляю их в песни. Неудивительно, что люди не всё в них понимают».
В декабре The Fall выпустили сингл «Hey! Luciani» (#59 UK), концепция заглавной песни которого легла в основу пьесы «Hey! Luciani: The Life and Codex of John Paul I», которая в течение двух недель шла в Riverside Studios. Пьеса и спектакль получили неоднозначные отклики; критики нашли игру актёров «смехотворно слабой», а представление — «невразумительным», но сам Смит полагал, что сценической опыт для музыкантов, в пьесе имевших каждый свою роль, стал дисциплинирующей встряской. Литературно-драматический эксперимент и ему, как он считал, помог вернуться к утраченной на некоторое время «объективности»; альбом Bend Sinister Смит считал излишне личным, лишённым персонажей, что рассматривал как недостаток.
22 декабря The Fall выступили на благотворительном концерте Manchester Festive Party в Free Trade Hall, средства от которого пошли в фонд помощи безработным. Отношение аудитории к группе сформировалось сразу же после того, как Смит, обращаясь к залу, заявил: «Наконец-то — аудитория, с которой у нас есть хоть что-то общее. Мы тоже бьём баклуши целыми днями». Публика пришла в негодование, и на The Fall обрушился град пивных банок. Проблемы на этом не закончились. Согласно Melody Maker, «В разгар одной из песен Смит заметил ухажёра, карабкавшегося из аудитории на сцену в надежде обратить на себя внимание его жены. То, что Брикс слегка развлекло, у Смита вызвало психический приступ. Под градом ударов и пинков юный романтик покинул сцену, а потом и наёмный громила-охранник, явившийся наводить порядок, тоже получил освежающий пинок смитовского ботинка». И всё же, в конечном итоге из этого очередного противостояния с залом The Fall вышли победителями. «Lucifer Over Lancashire оказался таким динамитом, что даже самые громогласные враги примолкли под этим дьявольским натиском», — писал рецензент Билли Смит. К моменту, когда зазвучал «Hey Luciani», толпа (согласно Melody Maker), «была уже совершенно загипнотизирована — наверное, мыслью, о том, как же стремительно всё меняется в нашем переменчивом мире».

### 1987—1988:The Frenz Experiment
1987 год The Fall начали гастролями в Европе и Британии, а также выпуском сингла «There’s a Ghost in My House» (#30 UK Singles Charts). Один из концертов продолжившихся британских гастролей, 19 мая в ноттингемском Rock City, транслировался на BBC Radio 1 в программе Live in Concert (25 мая); рецензент Melody Maker вновь отметил здесь умение группы привлечь на свою сторону, казалось бы, совершенно невосприимчивую аудиторию семнадцатилетних подростков, которые о ней прежде явно не слышали. Другой концерт, 1 июля на стадионе Elland Road в Лидсе группа дала, открывая шоу U2, заменив в последний момент World Party. Смит говорил, что The Fall не хотели играть здесь, но согласились лишь, чтобы «помочь группе, лишившейся разогревщиков». В результате им пришлось «выдержать всю ненависть религиозных фанатов U2», для которых Fall были едва ли не сатанистами.
25 июля под эгидой JLP Concerts был организован концерт Under Canvas (с подзаголовком: «Единственный летний концерт Siouxsie and the Banshees»). В Финсбери-парке в качестве приглашённых группой гостей выступили The Fall, Wire, Psychic TV и Gaye Bykers on Acid. «Марк Э. Смит — по-прежнему Папа Римский абстрактного экспрессионизма на грани постпанка и пре-гребо», — написал по поводу этого выступления NME. 28 августа The Fall выступили на фестивале в Рединге. Смит говорил, что не хотел бы впоследствии повторить подобный опыт: «там было 3 тысяч человек впереди, которые пришли на нас, и за ними — 20 тысяч совершенно пьяных Quо-фэнов, которые бросали бутылки на сцену».
В сингле «Hit the North» (#57 UK Singles Chart) пресса отметила влияние хип-хопа. К этому времени Смит уже провозгласил себя «первым рэпером» ('the original rapper'), — сменив раннее самоопределение, ставшее для прессы расхожим штампом: «белая шваль, которая огрызается» («the white crap that talks back»). За синглом последовал декабрьский сборник Palace of Swords Reversed, представивший компиляцию старых записей Rough Trade и ставший первым релизом нового лейбла Cog Sinister Records Limited, незадолго до этого созданного Марком Э. Смитом. «У меня весь чердак заставлен старыми пленками Fall и там же находятся все авторские права. Это — ещё от тех дней, когда я рвал любые предлагавшиеся контракты. Просто не верил им. Тогда это многим казалось безумием, но сейчас оно окупилось. Группе пришлось поголодать — как раз ради этого», — так объяснял лидер группы начавшуюся таким образом серию архивных переизданий.
Первым релизом 1988 года стал сингл «Victoria» (#45 UK); песня была (к крайнему неудовольствию Смита, считавшего её не кавером, а «оригинальной интерпретацией») вычеркнута из плей-листа BBC. Дабы хоть что-то противопоставить запрету, группа решила выпустить видеоклип; он был снят Эммой Бердж, при участии хореографа и танцора Майкла Кларка. «Он… интересен. У него чудесное лицо, не правда ли?» — говорила режиссёр клипа, признавая, впрочем, что снимать Смита «…непросто: очень уж по-своему он интерпретирует свою роль».
Вышедший в феврале 1988 года альбом The Frenz Experiment, поднялся до #19 в UK Singles Chart, ознаменовав наивысшее на тот момент достижение группы в британских чартах. Пластинка, многим показавшаяся сольным альбомом Марка Смита, была записана в студии Abbey Road где у группы впервые на всё было достаточно времени. «Все ждали от нас коммерческого альбома…, но именно этого мы делать и не собирались. То что альбом в чём-то прост, — часть эксперимента», — говорил Смит. За весенними гастролями в Великобритании и на континенте последовал американский тур, начавшийся 5 мая; один из концертов, в бостонском The Channel, целиком транслировался радиостанцией WFNX 101.7.

#### I Am Kurious Oranj
21 июля в амстердамском Stadsschouwburg состоялась премьера экспериментального рок-балета «I Am Curious, Orange», поставленного хореографом Майклом Кларком, песни к которому написали The Fall. Идея произведения, приуроченного к 300-летней годовщине со дня восхождения на трон Уильяма (Вильгельма) III Оранского, изначально состояла в том, чтобы предложить новый взгляд на исторический эпизод трёхсотлетней давности и «понять, как мало за 300 лет изменились отношения католиков и протестантов». С 15 по 20 августа концерты группы и балета прошли в эдинбургском Королевском театре. Выступление здесь The Fall 17 августа было записано и в 2000 году вышло под заголовком I Am Pure as Oranj на лейбле Burning Airlines.
С 20 сентября по 8 октября балет (с концертными выступлениями группы) шёл в лондонском театре Sadler’s Wells. New Musical Express, описывая полную растерянность зрительского зала, который «не мог понять, какое отношение имеет хаос, творившийся на сцене, к Вильгельму Оранскому и творчеству The Fall», отметил, тем не менее, что группа явилась своего рода «музыкальным эквивалентом всему, что должен был показать танец, продемонстрировав тотальный, мастерски сработанный примитивизм». «Смит и компания никогда не звучали так остро и чисто», — заключал рецензент Шон О’Хаген. Признавая, что «вся эта мишура призвана <была> скрыть отсутствие глубины», Карен Майерс, рецензировавшая спектакль в эдинбургском Королевском театре, отмечала: «Если в чём-то чистенькая, вест-эндовского типа аудитория и осталась разочарованной, то она не подала вида. И сливки общества, и Fall-фэны выглядели радостными и счастливыми». «Это было ужасно смешно. Группа играла превосходно, временами танец был фантастически хорош. Майкл руководил классной труппой точно в том же духе, в каком Марк руководил классной группой», — вспоминал Ричард Бун.
В октябре 1988 года вышел студийный альбом I Am Kurious Oranj, который получил высокие оценки критиков (8/10 от NME), но впоследствии оценивался неоднозначно (рецензент Allmusic утверждал, что его трудно воспринимать как цельное произведение). Группа регулярно исполняла материал альбома на концертах 1988 года, где Смит каждый раз, по своему обыкновению, импровизируя, неожиданными репликами комментировал исторический контекст, исследовавшийся в сюжете рок-пьесы. В ноябре вышел двойной сингл «Jerusalem»/«Big New Prinz», за которым последовало десятидневное турне по городам Великобритании. Брикс Смит продолжила здесь «добавлять гламура», раздавая оцелованные медиаторы зрителям первых рядов.

### 1989:Seminal Live
1989 год The Fall начали концертами в Западной Европе, а в июне выпустили пятый концертный альбом Seminal Live, куда вошёл материал, записанный на концертах в Рочдейле, Эдинбурге (1989) и Вене (апрель 1988). Рецензенты, отметив смешные импровизационные моменты в «Elf Prefix»/«LA» и «Pinball Machine», мощь «Dead Beat Descendent» и «невыносимое однообразие» экспериментальной композиции «Mollusc In Tyrol», не восприняли всерьёз этот релиз, явно задуманный как шаг для завершения контрактных обязательств перед Beggars Banquet. Впрочем, — «такой поиск по сусекам мог бы принести и худшие результаты», — замечал рецензент Record Mirror. Альбом продавался за дёшево: «Я не захотел ломать спину ради рекорд-компании, которая даёт мне всего две недели студии на пол-альбома, и настоял на бюджетной цене: L3.99», — так объяснял Смит наличие соответствующего стикера на обложке. «Beggars платили неплохо… но недостаточно… Мы истязали себя до смерти и ничего за это не получали. В прошлом году мы играли по три концерта в неделю. Я не против, но… 'Seminal Live' — можно было бы назвать 'Half Dead'», — говорил он в интервью Sounds. Тогда же вышел сингл «Cab It Up», поднявшийся до #81 в UK Singles Charts.
Тем временем в группу вернулся Мартин Брама, гитарист первого состава. Он позвонил Смиту сам, признавшись, что «…сыт всем по горло и больше не собирается играть в чужих группах, а намерен писать свои песни». «Мы написали с ним пару песен, и они оказались классными. Мы не виделись до этого пять лет», — позже рассказывал Смит. С Мартином Брамой The Fall вылетели в Южную Америку, где сыграли в конце июля на Tucano Artes Festival в Рио-де-Жанейро, а по возвращении, 29 августа, — на концерте, посвящённом 50-летию Джона Пила, куда свою любимую группу пригласил сам юбиляр. В числе семи исполненных песен была «Race With the Devil» Джина Винсента, которую Смит посвятил Пилу (заметив перед вступлением: «А вот это мы разучили специально к дню рождения Джона»). Весь сет транслировался по BBC Radio 1.
Начиная с момента одновременного выхода Seminal Live и дебютного альбома Adult Net The Honey Tangle в прессе стали появляться намёки на то, что дни Брикс в The Fall сочтены. Осенью они получили себе подтверждение. «С The Fall покончено. Я отдала группе шесть лет и сейчас концентрируюсь на Adult Net… Сказать прямо, музыка, которую я хочу играть, совершенно непохжа на ту, что играют The Fall. Все эти проблемы стали сказываться на моих отношениях с Марком, потому что все тут было очень драматично переплетено… В результате я больше не участница The Fall и я теперь не замужем», — с таким заявлением выступила Брикс в ноябре 1989 года. Развод с Брикс и уход её из группы, смена лейблов, смерть отца Смита, почти полное бездействие Cog Sinister, — всё это сделало 1989-й самым тяжёлым годом в истории The Fall. О том, что группа находится и в творческом кризисе, свидетельствовал также тот факт, что в 1989 Festive 50, списке лучших песен года Джона Пила, появилась лишь «Dead Beat Descendant» — на скромном 38 месте.

### 1990:Extricate
1990 год The Fall начали выпуском на Cog Sinister/Fontana Records сингла «Telephone Thing» (# 58 UK). Песня Coldcut первоначально была отдана Лисе Стэнсфилд. «Их 'Telephone Thing' сам себя дискредитировал. Они ведь сочиняют всё на машинах, я же заставил группу разучить всё и сыграть естественно. Так что, песня получилась совсем иная», — говорил Смит. За синглом последовал альбом Extricate (#31 UK); записанный без Брикс, но с вернувшимся Брамой, он вернул The Fall к мрачному, резкому звучанию, напоминавшему ранние релизы группы, и получил наивысшие оценки от New Musical Express (Джеймс Браун назвал здесь Extricate самым выдающимся «альбомом <The Fall> за последние пять лет») и Melody Maker. Позитивная реакция прессы успокоила Смита, переживавшего нелёгкие времена. «Последние 12 месяцев были для меня очень напряжёнными — как в музыкальном, так и в личном плане. Я рад, что альбом вышел — по крайней мере следующие полгода я поживу не в долг», — признавался он.
Выпустив в марте сингл «Popcorn Double Feature», группа вышла в британское турне. Концерт в манчестерском клубе Hacienda произвёл сильное впечатление на Клинта Буна, фронтмена Inspiral Carpets, впоследствии пригласившего её к сотрудничеству. Внимание прессы было устремлено и на клавишницу Маршу Скофилд: «сексапильная и глянцевая, мягкая и желанная, <она> — полная противоположность тому, как звучат The Fall, и это комплимент в обе стороны… Есть что-то внутренне соблазнительное в соединении логики и похотливости», — писал NME. За британскими концертами последовали европейские (записи, сделанные в Загребе и Белграде, позже вышли на CD, изданном Cog Sinister/Voiceprint), американские и азиатские гастроли. Концерт 14 июля в сиднейском Selina’s оказался последним для уволенных Смитом Мартина Брамы и Марши Скофилд. «Мартин с самого начала был лишь заменой. Марша — великолепная клавишница, классный имидж и все такое. Но я хотел изменить звучание, сделать его даже ещё более разреженным, чем сейчас. Эти двое выбивались из нашей картины, и я отослал их по домам», — так объяснял своё решение Смит. Постоянным участником нового состава стал и прежде сотрудничавший с группой скрипач и клавишник Кенни Брэди.
13 августа вышли в одном комплекте сингл «White Lightning» и The Dredger EP. «White Lightning», очередной в серии «странных» каверов — песня о питии муншайна, которую исполняли Big Bopper и Джордж Джонс, — оказалась (согласно Select) «избита до неузнаваемости, пока от неё не остались два аккорда и куча невообразимого шума». 26 августа The Fall выступили на фестивале в Рединге, а в октябре впервые посетили Израиль: записи, сделанные в клубе The Roxanne (Тель-Авив), частично вошли в сборник The 27 Points. В Испании с группой впервые сыграл клавишник Дэйв Буш, после чего The Fall вернулись в Англию и в новом составе не произвели впечатления на обозревателя Melody Maker, который отметил, что «…с уходом Брамы и Скофилд группа потеряла нечто большее, чем перкуссионный гитарный рисунок и тонкую клавишную работу, и полагается теперь исключительно на рудиментарные ритмы».
В декабре вышли два сингловых сборника: 458498 A Sides и 458489 B Sides. Реценизируя первый из них, Melody Maker отмечал поп-мотивы, внедрённые Брикс, редкое жанровое разнообразие — рокабилли («Rollin' Dany»), танцевальный рок («Hit The North»), мастерское использование классической поэзии (уникальная интерпретация «Jerusalem») — а также «Living Too Late», по мнению Дэйв Дженнингса, «самый неожиданный трек возможно потому что Смит впервые описывает своего героя и симпатией и состраданием». на рецензента NME второй сборник произвёл двойственное впечатление: «кажется, что группа собрала здесь свои самые эзотерические моменты и слишком умничает», — написал Джон Харрис. Затем вышел сингл «High Tension Line» — «грубый, резкий грохот, замешанный на завораживающей повторяемости, бесчувственной агрессии и меланхолии», — после чего группа завершила год гастролями по британским университетским залам. Рецензируя концерт в Brixton Fridge, куда пришла лишь самая «информированная» публика, Sounds в составе «новых Fall, обнажённых по пояс и готовых к драке», отмечал Брэди, добавлявшего мощи звучанию, но прежде всего — Скэнлона и Хэнли, которые «сияли ярко, как никогда». Подводя итоги, Sounds пришёл к выводу, что «1990 был, несомненно, хорошим годом для The Fall». Смит, посетовав на изменения конъюнктуры, замечал: «…Пришлось почти остановиться, чтобы понять, какую же музыку мы хотим делать. Всё труднее становится возвращаться к основам; старомодное понятие, но именно к этому мы всегда стремились и именно это делали».

### 1991—1992:Shift-WorkиCode: Selfish
В апреле 1991 года на Fontana Records вышел 14-й студийный альбом группы Shift-Work (#17 UK). Отчасти на невысоком качестве материала пластинки сказался уход Брамы; из всех песен, им подготовленных, сюда вошла только одна, неожиданно лиричная «Rose». Марк Э. Смит считал, что, в очередной раз изменив состав, нашёл «идеальную формулу», которая «…работает великолепно. Гораздо более импровизационна. Во всем мире нет такого гитариста как Крэйг Скэнлон. Его нужно было вывести на первый план и единственный способ сделать это — был сократить состав». Летом The Fall провели гастроли в Германии, Австрии и Нидерландах, после чего к составу присоединился клавишник Дэйв Буш, с которым группа выступила на фестивале в Рединге.
В марте 1992 года вышел альбом Code: Selfish; он поднялся в Британии до #21. Релизу предшествовал Free Range EP — «четыре жёстких, цепляющих трека в великой фолловской традиции рифф-и-повтор», в первый из которых, как отмечал Trouser Press, на удивление удачно был использован элемент музыки техно. Все 4 песни (несколько изменёнными) вошли в Code: Selfish и (согласно тому же источнику) оказались лучшими в альбоме, который по стандартам группы оказался бледным и заторможенным.
Весной The Fall провели британские гастроли, один из концертов которого, в нориджском Waterfront, (как часть BBC Sound City) транслировался на BBC Radio 1. В мае в Глазго разогревщиками The Fall выступили тогда ещё не имевшие контракта Suede. В июне, вернувшись из непродолжительного европейского турне, группа выпустила сингл «Ed’s Babe», который стал последним её релизом на Phonogram: лейбл (как объяснял Смт) в конечном итоге решил, что Fall — не из тех исполнителей, которые приносят прибыль. «Мы продавали мало пластинок только потому, что они экономили на промоушне. Всё та же логика: во всём виноват рабочий — и в угольной промышленности так, и в футболе», — сетовал лидер группы. При этом он признавал своё решение поспешным: компромисс был бы возможен. «Мы могли бы подождать, они бы выпустили альбом летом… но мы не Dire Straits, мы рабочая группа. Я хочу выпускать по 2-3 сингла в год, и желательно столько же альбомов», — говорил он. Остальные музыканты в этом решении поддержали своего фронтмена: «Я пришёл в группу и сказал: Слушайте, я сделал поспешный шаг: ушёл из компании. И они мне: 'Давно было пора, Марк'. Значит, я поступил правильно». Смит подписал новый контракт, с мажорно-финансируемым «коттеджным» лейблом Permanent Records, удобным в том смысле, что руководил им старый знакомый Джон Леонард, когда-то работавший менеджером The Fall. Осенью 1992 года группа дала серию британских концертов, а в октябре в третий раз выступила в Греции.

### 1993—1995:The Infotainment ScanиMiddle Class Revolt
В феврале 1993 года на Cog Sinister (через Permanent) вышел промосингл «The Re-Mixer», за которым последовали два сборника: альбом The Collection (Castle Records) и сингл «Kimble» (5 треков Peel-сессий, на Strange Fruit Records). В записи студийного сингла «Why Are People Grudgeful» принял участие вернувшийся в состав барабанщик Карл Бёрнс. В 1993 году The Fall подписали новый контракт — с Matador Records, впервые за долгие годы получив возможность выйти на американский рынок, в частности — с The Infotainment Scan, вышедшим 26 апреля, поднявшимся до #9 в UK Album Chart, что явилось наивысшим здесь результатом группы за всю её историю. Звучание альбома, практически стопроцентно гитарное, было отмечено и необычайным стилистическим разнообразием (элементы ска, краут-рока, постдиско — в альбом вошёл кавер на «Lost in Music» Chic). После выхода концертного альбома BBC Radio 1 Live in Concert, записанного в Ноттингеме 25 мая 1987 года, The Fall отправились на гастроли в Европу и завершили год концертами в Португалии.
1994 год The Fall начали тремя концертами в ливерпульском Lomax (здесь впервые прозвучала песня «Hey! Student», развившаяся из более ранней «Hey! Fascist») выпустив затем сингл «15 Ways», 10-дюймовый вариант которого вышел на «чистом» виниле. 3 мая вышел Middle Class Revolt, альбом неровный и разношёрстный; он получил хорошие отзывы прессы (в ретроспективе критики были к нему много строже), в коммерческий успех не реализовавшиеся (#48 UK). После серии британских концертов The Fall 28 мая 1994 года выступили на Вильнюсском рок-фестивале, а в августе к составу вновь присоединилась Брикс. Концерт 15 августа 1994 года в The Acropolis, Эдинбург, был омрачен очередным выплеском агрессии со стороны Смита; он набросился с кулаками на звукоинженера и Карла Бёрнса и лишь после долгих уговоров согласился продолжить концерт.
В сентябре The Fall вылетели на гастроли по США и Канаде. Американцы сочувственно встретили Брикс — в частности, вопросом: каково ей вновь играть в группе бывшего мужа после всех тех гадостей, что он наговорил ей в своих недавних песнях? «Я спросила Марка, эти песни были про меня? Он уверил меня, что — нет. Дело в том, что Марк женился повторно сразу же после нашего развода, этот брак завершился очень быстро и некрасиво: он совершил ошибку. Наверное, те песни были о его второй жене», — миролюбиво отвечала она.
Девятнадцатый студийный альбом группы Cerebral Caustic, записанный с продюсером Майком Беннеттом, вышел в феврале 1995 года; незадолго до этого в состав вошла клавишница Джулия Нейгл (англ. Julia Nagle). Звучание, лишённое синтезаторов, показалось критикам бедноватым, но в целом пластинка была оценена высоко: именно возвращение Брикс (написавшей со Смитом яростный автобиографический дуэт «Don’t Call Me Darling») по общему мнению привнесло в неё драматизм. «Она сама позвонила мне полтора года назад и явилась, ну просто как дар с небес: я уж к тому времени совсем как-то сник, стал опускаться… Она дала группе хорошенького пинка!» — говорил Смит после выхода пластинки. Однако, альбом оказался последним для Крэйга Скэнлона, гитариста, в течение многих лет игравшего важнейшую роль в формировании звучания группы, а также Буша, приступившего к сотрудничеству с Elastica. В марте группа дала несколько концертов в Манчестере, а в апреле-мае выступила во Франции и Португалии. 7 августа вышел The Twenty-Seven Points — «не столько живой альбом в привычном смысле слова, сколько краткий дневник деятельности группы в начале 1990-х годов». Составленный из концертных записей, сырых демо и случайных включений из Глазго, Праги и Тель-Авива, двойной CD-сет оказался крайне неровен, но точно отразил атмосферу в группе.

### 1996—1997:The Light User Syndrome
В начале 1996 года вышла Sinister Waltz — первая из последовавшей затем серии компиляций самого разнообразного уровня и качества звучания. За нею последовали Fiend With a Violin и Oswald Defence Lawyer. В феврале 1996 года на Jet Records вышел сингл «The Chiselers», за которым последовал The Light User Syndrome, альбом, отмеченный возвращением к «гаражному» звучанию. В июне 1996 года The Fall приняли участие в Roskilde Festival, записавшись здесь же для датского радио, а по возвращении выступили на Phoenix Festival.
В сентябре-октябре прошло британское турне The Fall; к этому времени отношения Марка и Брикс резко ухудшились. Один из зрителей, попавших в гримёрку группы 4 октября в Челтенхеме, чтобы взять у Марка интервью для университетской газеты, стал свидетелем закулисной ссоры между бывшими супругами; концерт в уортингском зале Assembly Rooms Стив Хэнли позже называл худшим за всю историю группы. Последним для Брикс стал выход на сцену лондонского «Форума» 11 октября, вслед за ней в декабре покинул The Fall и Карл Бёрнс; вскоре их заменили Люси Риммер (клавишные, бэк-вокал) и Эдриан Фланаган (англ. Adrian Flanagan, гитара).
1997 год ознаменовался потоком компиляций, концертных сборников и переизданий (In the City, 15 Ways To Leave Your Man — Live, Archive Series (Rialto Records) и др.) В феврале в состав The Fall вошёл Киэр Стюарт (англ. Kier Stewart, клавишные), а в мае — гитарист Томми Крукс (англ. Tommy Crooks), свой первый концерт отыгравший в манчестерском Jilly’s Rockworld. В мае Карл Бёрнс вернулся в группу, провёл с ней турне и принял участие в записи Levitate, альбома, который вышел в конце сентября на Artful Records; функции продюсера здесь взял на себя Марк Смит. С уходом Брикс на первый план выдвинулась Нэйгл; группа в этот период начала активно экспериментировать с элементами драм-н-бейса/техно.
Осенью 1997 года The Fall начали ирландское турне, в ходе которого проблемы с алкоголем у фронтмена стали очевидными. 8 ноября в Белфасте пьяный Смит уволил всех участников группы, после чего учинил потасовку в отеле. Тем не менее, менеджмент тут же опроверг слухи о возможном распаде группы; уже 13 ноября она в прежнем составе и в прекрасном настроении вышла на сцену манчестерского Sankey’s Soap. В ньюкаслском The Riverside 19 ноября The Fall, по отзывам очевидцев, выглядели великолепно, а Смит был трезв и сконцентрирован. До конца года группа в продолжала британское турне в прежнем составе.

### 1998—1999
Начало 1998 года было отмечено обострением внутреннего кризиса, наметившегося в группе. «Всё пришло в упадок; начались финансовые трудности, отменялись концерты… и тогда мы направились в Америку — почему-то в тот момент это казалось хорошей идеей», — вспоминал Стив Хэнли. 30 марта, после выхода сингла «Masquerade», группа начала американское турне в поддержку Levitate. Практически каждое её выступление оказывалось омрачено новым конфликтом. Турне завершилось досрочно 7 апреля после того, как во время концерта в нью-йоркском клубе Brownies на сцене началась (судя по свидетельствам очевидцев, спровоцированная Смитом) потасовка. Тем же вечером Хэнли, Бёрнс и Крукс покинули The Fall. Смиту, арестованному в три часа ночи, были предъявлены обвинения в хулиганском поведении и нападении на одного из участников собственного ансамбля. Сутки спустя фронтмен The Fall был отпущен под залог, а ещё через два дня предстал перед судом, где ему было предписано лечение от алкоголизма и прохождение программы контроля за поведением.
Вопреки ожиданиям группа не распалась: уже к концу апреля к дуэту Смит-Нэйгл присоединилась барабанщица Кейт Темен (англ. Kate Themen) из Polythene, и трио вышло в британское турне. Концерты «минималистского» состава (в частности, в лондонском Dingwalls) носили экспериментальный характер: на сцену в качестве второго вокалиста выходил (без особого успеха) хореограф Майкл Кларк, в редингском Alleycat на гитаре сыграл Стюарт Эстел, один из основателей сайта группы. Затем состав поочередно вошли: бас-гитаристка Карен Летэм (англ. Karen Leatham), вскоре уступившая место Адаму Халалу (англ. Adam Halal), барабанщик Том Хед (англ. Tom Head) и гитарист Невилл Уилдинг (англ. Neville Wilding).
В начале 1999 года вышли: сборник записей у Джона Пила Touch Sensitive, новая серия переизданий и 21-й студийный альбом The Marshall Suite, от предыдущих отличавшийся, в частности, присутствием струнных (аранжировавший их Стив Хичкок выступил и в качестве сопродюсера). В целом критика отметила — как его сходство с Levitate, так и наличие в аранжировках элементов почти традиционного рок-н-ролла. Одна из кавер-версий, «F-oldin' Money» Томми Блэйка, была выпущена синглом.
При том, что майские концерты The Fall фэнами были оценены положительно, в одной из рецензий (на концерт в бирмингемском Foundry) говорилось: «Удивительно, что люди всё ещё готовы платить немалые деньги за удовольствие лицезреть никому не нужных старых алкашей, которые бродят по сцене и рычат нечто похожее на старые хиты, которых никто не помнит…» Упоминая в числе таковых Шона Райдера, Пола Хитона и Шейна Макгоуэна, газета добавляла: «Но хуже всех этот <…> Марк Э. Смит. Буйный, беззубый и бесталанный, он вынужден в эти дни колотить свою гитаристку, чтобы привлечь к себе хоть какой-нибудь внимание прессы». Перед самым выходом группы на сцену Редингского фестиваля 27 августа Том Хэд был уволен; на сцене его подменил Ник Дьюи, тогдашний менеджер Chemical Brothers. На следующий день The Fall выступили на Лидском фестивале, после чего дали концерты в Голландии и Бельгии.

### 2000—2002
В марте 2000 года на Artful вышел концертный альбом Live 1977; пластинка, отмеченная крайне сырым звучанием, познакомила слушателя с самыми ранними «живыми» выступлениями первого состава. Продолжались и британские гастроли: мартовский концерт The Fall в Wellington Club (Халл) был отменен в знак солидарности с группами, которые незадолго до этого здесь выступали, но денег не получили. Перед концертом в лидском Duchess of York Марк случайно встретил Скэнлона в пабе и пригласил его сыграть на сцене; тот пообещал приехать, но больше в группе так и не появился. После выхода сборника A Past Gone Mad, куда вошли лучшие песни десятилетия, The Fall вышли в британское турне. Некоторые их выступления завершались катастрофически быстро: так, концерт в Абердинском Glow 303 длился 12 минут; Смит дважды падал, и после второго падения, пробормотав нечто нечленораздельное, покинул сцену.
В ноябре 2000 года вышел 22-й студийный альбом The Fall The Unutterable, записанный продюсерским дуэтом Смит — Грант Шоубиз. Звучание пластинки (в целом не продемонстрировавшей новых идей) показалось рецензентам неожиданно бодрым — «сновно бы студия находилась у кислородного бара», — и идеально точно спродюсированным; песни — блестяще сконструированными, хоть и по-прежнему трудными для понимания.
Начало 2001 года ознаменовалось новыми радикальными переменами в составе: альбом Are You Are Missing Winner записывался при участии новых музыкантов: Спенсера Бёртуистла (англ. Spencer Birtwistle), Бена Притчарда (англ. Ben Pritchard) и Джима Уоттса, заменивших Хэда, Уилдинга и Халала (соответственно). С уходом Нейгл в звучании группы вновь воспреобладала «гаражность»; рецензенты Trouser Press сочли, что стилистическим мотивом здесь стал рокабилли, в качестве единственной запоминающейся вещи отметив «My Ex-Classmates' Kids». В апреле группа выехала на гастроли в Нидерланды, затем продолжила тур в Британии. Согласно одной из рецензий, в мейдстоновском Union Bar «Марк вел себя прилично, группа играла довольно-таки слаженно и, что самое замечательное, клавишных Джулии Нейгл почти не было слышно… Они исполнили потрясающую версию 'I Am Damo Suzuki': Марк не мог остановиться, остальные глядели на него и друг на друга несколько обеспокоенно». Тем же летом The Fall выпустили два сборника архивного концертного материала, Liverpool 78 и Live in Zagreb и сингл «Rude (All the Time)». К моменту выхода (в ноябре) Are You Are Missing Winner в группу пришли гитарист Брайан Фэннинг (англ. Brian Fanning) и Эд Блэйни, исполнявший партии бэк-вокала. Затем Спенсера Бертуистла в составе заменил Дэйв Милнер (англ. Dave Milner). Британские гастроли были продолжены в Европе (Нидерланды, Германия, Дания, Швеция), группа дала также несколько концертов в США.
2002 год The Fall начали концертами в Южной и Центральной Европе (Греция, Чехия, Австрия, Италия, Германия). Планировавшийся на апрель американский тур был отменён из-за того, что группа не сумела вовремя оформить визы. 10 июня вышел 2G+2, подборка американского концертного материала с добавлением трёх новых студийных треков («New Formation Sermon», «I Wake Up in the City» и «Distilled Mug Art»). За ним последовали удачные, высоко оценённые критикой компиляции: Totally Wired: The Rough Trade Anthology и Listening In: Lost Singles Tracks 1990-92. В сентябре 2002 года Смит ввёл в состав The Fall свою новую, третью жену, клавишницу Елену Поулу. В конце того же года The Fall вошли в список «50 Bands to See Before You Die», составленный журналом Q. Год завершился выходом 2 декабря сингла «The Fall vs. 2003».

### 2003—2006
В марте 2003 года, незадолго до начала гастролей группы в Турции, её бас-гитаристом стал Стив Эветс (англ. Steve Evets), которого месяц спустя заменил Саймон Арчер (англ. Simon Archer). В конце месяца увидел свет сборник It’s the New Thing! The Step Forward Years, за которым последовали бокс-сет Time Enough at Last и Words of Expectation — BBC Sessions. В июне группа вылетела на американские гастроли, которые продолжались до 17 июля.
The Fall уже почти завершили работу над 24-м студийным альбомом, когда стало известно, что его рабочая версия просочилась в Интернет. Смит заменил несколько треков и перезаписал остальные: этим и объясняется заголовок The Real New Fall LP («Настоящий новый альбом Fall») — пластинки, которую предполагалось назвать Country on the Click. Альбом, вышедший в ноябре 2003 года, получил высокие оценки критики; рецензент Trouser Press счёл его лучшим в новейшей истории группы. Далее последовали: бокс-сет Rebellious Jukebox, британское турне (5-13 декабря) и рождественский сингл «(We Wish You) A Protein Christmas».
В январе 2004 года лейбл Sanctuary Records перевыпустил (с бонус-треками) два первых альбома группы, значительно улучшив качество звучания. Перед началом американских гастролей Смит в Ньюкасле поскользнулся и сломал ногу, причём дважды — второй раз после того, как проходившая мимо женщина неудачно попыталась помочь ему подняться и упала вместе с ним. С металлическим стержнем в бедре Смит, тем не менее, от проведения концертов не отказался: на сцене он пел, восседая на столе.
31 мая на Beggars Banquet вышел первый всеобъемлющий сборник 50,000 Fall Fans Can’t Be Wrong — 39 Golden Greats, за которым последовал сингл «Theme from Sparta F.C. # 2». В это же время басист Арчер перешёл к PJ Harvey и был заменен Стивеном Траффордом. В апреле The Fall начали американское турне, которое 2 мая было прервано с таким объяснением Смита: «Группы, нью-йоркское агентство и гастрольный менеджер совсем обленились. Купившим билеты возвращается 50 %. М. Э. Смит». В августе в группе вновь появился Эд Блэйни. 18 сентября 2004 года The Fall дали концерт в московском клубе «16 тонн»: 

Марка Смита, конечно, надо видеть — сутулый человек небольшого роста, с опухшим лицом и огромными синяками под глазами, увидишь такого на улице — отойдешь подальше, чтобы денег просить не стал. Но стоило ему взять в руки микрофон, и энергетика и драйв у этого немолодого панка такие, что большинству молодых-здоровых и не снились. Марк постоянно ходил по сцене, ронял и отбрасывал в сторону стойки, пел в разные микрофоны (отбирая их подчас у собственных музыкантов), рассматривал усилители, норовя что-нибудь на них нажать…— А. Горбачёв, 20 сентября 2004 года
Концерт прошёл бесконфликтно и в конце его Смит принял цветы — «… с таким лицом, будто никогда ничего подобного не видел». Осенью проведя гастроли в Австрии, Германии и США, The Fall выпустили студийно смикшированный, изначально концертный Interim. Концерт 5 декабря на вечеринке «All Tomorrow’s Parties» в Восточном Эссексе) стал последним в группе для Джима Уоттса.
В январе 2005 года о The Fall был снят и показан на BBC 4 документальный фильм «The Fall: The Wonderful and Frightening World of Mark E Smith»; коллектив был охарактеризованы в нём как «одна из самых загадочных, диковинных и хаотичных гаражных групп последнего тридцатилетия». В феврале вышел Rude All the Time EP, в апреле (после мартовского британского тура) — шеститомный ретроспективный бокс-сет Complete Peel Sessions 1978—2004, который оказался (согласно Trouser Press) лучше любого из «хит-сборников», имеющегося в каталоге группы. После серии архивных концертных сборников 3 октября 2005 года вышел 25-й студийный альбом Fall Heads Roll, которому предшествовал в сентябре сингл «I Can Hear the Grass Grow» (кавер-версия песни The Move). В конце года были изданы ещё два сборника раннего концертного материала: Live from the Vaults: Glasgow 1981 и …Hoff Alter Banhoff 1981.
В ходе летнего турне The Fall 2006 года Смит, окончательно войдя «в роль футбольного тренера», уже после четвёртого концерта уволил всех участников группы, кроме жены, а завершил гастроли по США, пригласив в состав Тима Пресли (англ. Tim Presley, гитара), Роба Барбато (англ. Rob Barbato, бас-гитара) и Орфео Маккорда (англ. Orpheo McCord, ударные), участников Darker My Love и экспериментального дуэта The Hill. Осенью Барбато и Пресли вернулись в свой коллектив, и их заменили в The Fall гитарист Пит Гринвей (англ. Pete Greenway из Pubic Fringe, известной также как Das Fringe) и Дэйв Спурр (англ. Dave 'The Eagle' Spurr, бас-гитара). Они дебютировали в составе The Fall на Редингском фестивале 2006 года, после чего группа, в которую время от времени возвращались Барбато и Маккорд, продолжила эксперименты с конфигурациями состава, выступая иногда с двумя басистами и двумя ударниками.
12 февраля 2007 года на Slogan Records (филиале Sanctuary) вышел 26-й студийный альбом группы Reformation Post TLC (в оскорбительной аббревиатуре было зашифровано отношение лидера группы к участникам, её «предавшим». В июне 2007 года Пресли, Барбато и Маккорд дали свой последний концерт в составе The Fall; официального заявления об их уходе не было, с тех пор группа выступала в составе: чета Смитов, Сперр, Пит Гринвей и Кирон Меллинг (двое последних сыгрались в составе группы MotherJohn). Вскоре в состав вернулся и Саймон Арчер, чья группа Bobbie Peru выступала разогревщиками на гастролях The Fall. Критики, едва успевая следить за ротацией состава, вновь вспомнили давнее высказывание Смита: «Подсадите ко мне свою бабушку на конгах — и это уже будет The Fall».

### 2008 — настоящее время
2008 год группа начала гастролями в Греции, затем сыграла на фестивале Borealis Contemporary Music Festival в Бергене, Норвегия. 27-й студийный альбом Imperial Wax Solvent вышел в апреле 2008 года; кроме Марка и Елены Смитов над ним работали Спурр, Гринвей и Меллинг. Рецензент BBC назвал пластинку «пиком очередного взлёта» The Fall, начавшегося в 2004 году. Вскоре после выступления 30 апреля в лондонском Oxford Circus на вечеринке, приуроченной к церемонии вручения Mojo 2008 Awards The Fall выпустили студийный сборник I’ve Never Felt Better In My Life — 1979—1982. Последовавшие британские концерты в целом высоко оценивались рецензентами; один из них (в Эдинбурге) отметил, что «репутация 'зловредного' Смита либо преувеличена, либо опирается на устаревшие данные, потому что он не только не возражал против вторжения зрителей на сцену, но одного даже приобнял».
В начале 2009 года в турне (сначала — по Скандинавии) вышел дуэт Марка Э. Смита и Эда Блэйни. Мартовские концерты были отменены после того, как Марк вновь оказался в больнице с переломом бедра. В августе 2009 года появился концертный сборник Last Night At The Palais, в сентябре — компиляция Rebellious Jukebox Volume 2. В ноябре группа выпустила синглом «Trippy Floor». В январе 2010 года в Манчестере на сцену с The Fall вышли Мартин Брама и Майк Ли, участники состава 1979 года. Тем временем биографическая книга «The Fallen» британского журналиста Дэйва Симпсона, попытавшегося проследить творческий путь всех музыкантов, когда-либо проходивших через The Fall, встретила резкое неодобрение Смита, который заявил, что сжёг высланный ему экземпляр. «The Fall существуют лишь в настоящем», — заявил он в автобиографии «Renegade».
В марте 2010 года Марк Э. Смит возглавил список 20 величайших культовых фигур (20 Greatest Cult Figures), составленный NME. В апреле 2010 года вышел сингл «Bury!», а в мае — 28-й студийный альбом The Fall Your Future Our Clutter, первый на Domino Records, получивший в целом высокие оценки музыкальных критиков (81/100 согласно рейтингу Metacritic). Рецензент Independent отметил, что тексты Смита как прежде загадочны, но впервые за многие годы они звучат ясно и отчётливо. Как всегда, основная линия пластинки — автобиографическая, в первую очередь — «больничная».

## Анализ творчества
На протяжении всей истории The Fall музыкальная пресса отмечала: группа, постоянно менявшая и развивавшая стиль (в основе которого влияния Velvet Underground и краут-рока соединилась с минималистским гаражным постпанком) усложнялся, обогащаясь сторонними элементами (рокабилли, техно, индастриал и др.) сохраняла собственное, мгновенно узнаваемое лицо. Этот парадокс сформулировал Джон Пил: «The Fall постоянно меняются, оставаясь при этом неизменными». Неслучайно авторы Trouser Press, отмечая огромное влияние, которое оказала она на развитие рок-музыки как в Британии, так и во всем мире, оговариваются: «…При этом есть люди, по-прежнему считающие, что Марк Э. Смит и его компания, в сущности, повторяют одно и то же снова и снова». В течение тех более чем тридцати лет, которые существуют The Fall, музыкальная пресса, констатируя выдающиеся достижения этой культовой группы, постоянно задавалась вопросом о том, что именно обеспечило последней уникальное место в рок-иерархии, и не находила на него однозначного ответа.

### Отзывы прессы
Ранние концерты и первые релизы The Fall поначалу привели в замешательство британскую музыкальную прессу. При этом в большинстве своём рок-критики поддержали группу, имевшую смелость играть для агрессивной панк-аудитории, выражая, в сущности, крайне насмешливое отношение к панк-культуре. Одним из первых рок-журналистов, открыто объявивших себя фанатом The Fall, стал в 1978 году Дэнни Бейкер. «Не знаю, какими словами объяснить, насколько важна эта группа — для рок-музыки, для меня и, хотелось бы думать, для вас… Немногие группы достойны того, чтобы облизать медиатор Fall», — писал он в ZigZag, влиятельном фэнзине тех лет. Его коллеги были, в большинстве своём, более сдержанны. Малкольм Хейхоу (NME) охарактеризовал звучание The Fall как «суровую смесь агрессии, угрозы и угрюмости» с оттенками Патти Смит, Doors, Velvets, а в текстах усмотрел «перст, указующий на страхи и слабости, какие есть у всех нас».
Оливер Ловенстайн нашёл у The Fall общее с уже распавшимися к этому времени The Derelicts, а также Alternative TV, отметив что если из трёх главных представителей манчестерской панк-сцены Buzzcocks и Magazine остались в строю лишь номинально, то Fall оказались единственными представителями первой манчестерской волны, которые не изменили изначальным идеалам и провозглашённым целям. Он же, однако, сформулировал и негативный стереотип быстро сформированный прессой: ранних The Fall последняя в основном восприняла как «крайне политизированную, намного более левую, чем Clash, группу, играющая лишь на благотворительных сборах, — нечто минималистское и кошмарное». С другой стороны, как отмечал позже Пол Морли, The Fall тут же заинтересовали всех, кто был знаком с творчеством Игги, Can или Капитана Бифхарта: «тут были — того же рода столкновение странных ритмов с разрозненными пластами звука, скрежещущими, как по стеклу, — ну и, этот странный парень у микрофона со своими воплями».

##### 1978—1979,NME: Статьи Пенмана и Мюррея
Миф о «политизированности» The Fall вскоре рассеялся. Но тогда же, в 1978 году в NME появился и первый негативно-критический анализ творчества группы. Автор статьи Иэн Пенман раскритиковал Смита за то, что тот «много говорит, но мало сообщает» и ещё меньше «говорит такого, что помогало бы <слушателю> ему поверить». Подметив у группы отсутствие имиджа (особенность, которую его коллеги, в основном, рассматривали как достоинство), журналист заявил, что она при этом не компенсирует его ни «уличным шармом», ни наличием явно выраженных идей или какой бы то ни было позиции. «Они и их музыка — ординарны; не столько бескомпромиссны, сколько — неизобретательны, нединамичны, монотонны», — такой вывод сделал Пенман. Автор статьи обнаружил в творчестве группы тенденцию к тематическому «замозамыканию» («сформулировав своим кредо повторяемость, <она> тут же и выпустила 'Repetition' — песню о, собственно, повторяемости»). Отмечая, что песни группы выражают гнев, фрустрации, враждебность по отношению к внешнему миру, Пенман далее писал: 

…Но ни в этих песнях, ни в исполнении нет ничего, что заставило бы человека остановиться и задуматься. У них нет ощущения цели, но при этом они лишены и примитивной наивности… Марк знает, о чём его тексты, но по-видимому не знает, чему они предназначены… Они одноцветны: ни утонченности, ни безумия, ни ущербности — ничего, кроме зеркала (а у меня дома таковых и без них хватает).— Иэн Пенман, NME, 1978
Пенман нашёл лишь одно «смягчающее обстоятельство», признав, что The Fall действительно «выдержали натиск тренда», но тут же оговорился: сделали они это лишь чтобы «заменить один набор ограничений на другой».
Кардинально противоположные выводы из практически тех же предпосылок сделал в марте 1979 года его коллега по NME Чарльз Шаар Мюррей. Более того, пронаблюдав противостояние The Fall и панк-аудитории на знаменательном сборном концерте в лондонском «Лицеуме» (при участии Mekons, Human League, Gang Of Four и Stiff Little Fingers), известный британский журналист сделал долгосрочный и, как впоследствии было признано, полностью сбывшийся прогноз — о «гибели» панк-рока и рождении на его месте качественно иной музыки, позже названной постпанком. Мюррей заметил, что The Fall («трудные и артовые — так принято интерпретировать их попытки расстаться с ортодоксальными представлениями о том, что такое структура и текстура») звучат угрожающе — «в том смысле, что говорят вам такие вещи, какие вы, возможно, не хотели бы слышать; причём в манере, к которой вы не привыкли». Сравнивая The Fall и Sex Pistols, журналист признавал последних более «комфортными», поскольку они предполагали «некое единение вокруг неких целей. Ничего подобного невозможно с The Fall… Сейчас они — в полном отчуждении: как от общества, так и от любой известной разновидности рока, включая панк», — писал Мюррей.
Дав суровую отповедь (забросавших The Fall бутылками) панкам, которые «в той же степени застряли в 77-м, в какой тедди-бои, атаковавшие когда-то Dr. Feelgood, застряли в 57-м», Мюррей, признавший, что фанатом группы не является («Я ещё не научился любить их пластинки, но группа настолько концертно мощная просто должна научиться каким-то образом выложить все это и в студии»), заявил: реакция зала на Fall оскорбила его лично до такой степени, что не только убила в нём всякий интерес к ортодоксальному панку, но и привела к выводу о том, что сам панк «остался в далёком прошлом».

#### 1980—1983
В 1980 году Иэн Пенман на страницах того же издания продолжил критиковать группу, применив к ней слова У. Берроуза: «…серые, призрачные и безликие». По поводу сингла «Rowche Rumble», отчасти автобиографического (речь шла об использовании антидепрессантов), он писал: «И снова та же проблема — производство музыки, прослушивание музыки и… написании песен об этом же… The Fall опять пишут о специфике <собственного> производства». Но к этому моменту Пенман был в меньшинстве. Крис Уэствуд из Record Mirror, рецензируя первый релиз, в кажущейся спонтанности группы усмотрел «волнующую, электризующую стилизованность». Грэм Локк в New Musical Express в те же дни с восторгом писал о блестящем драмминге Бёрнса, отмечая также «звучный минималистский бас Марка Райли, запоминающиеся три-аккорда Ивонн Полетт, повизгивающую гитару Мартина Брамы».

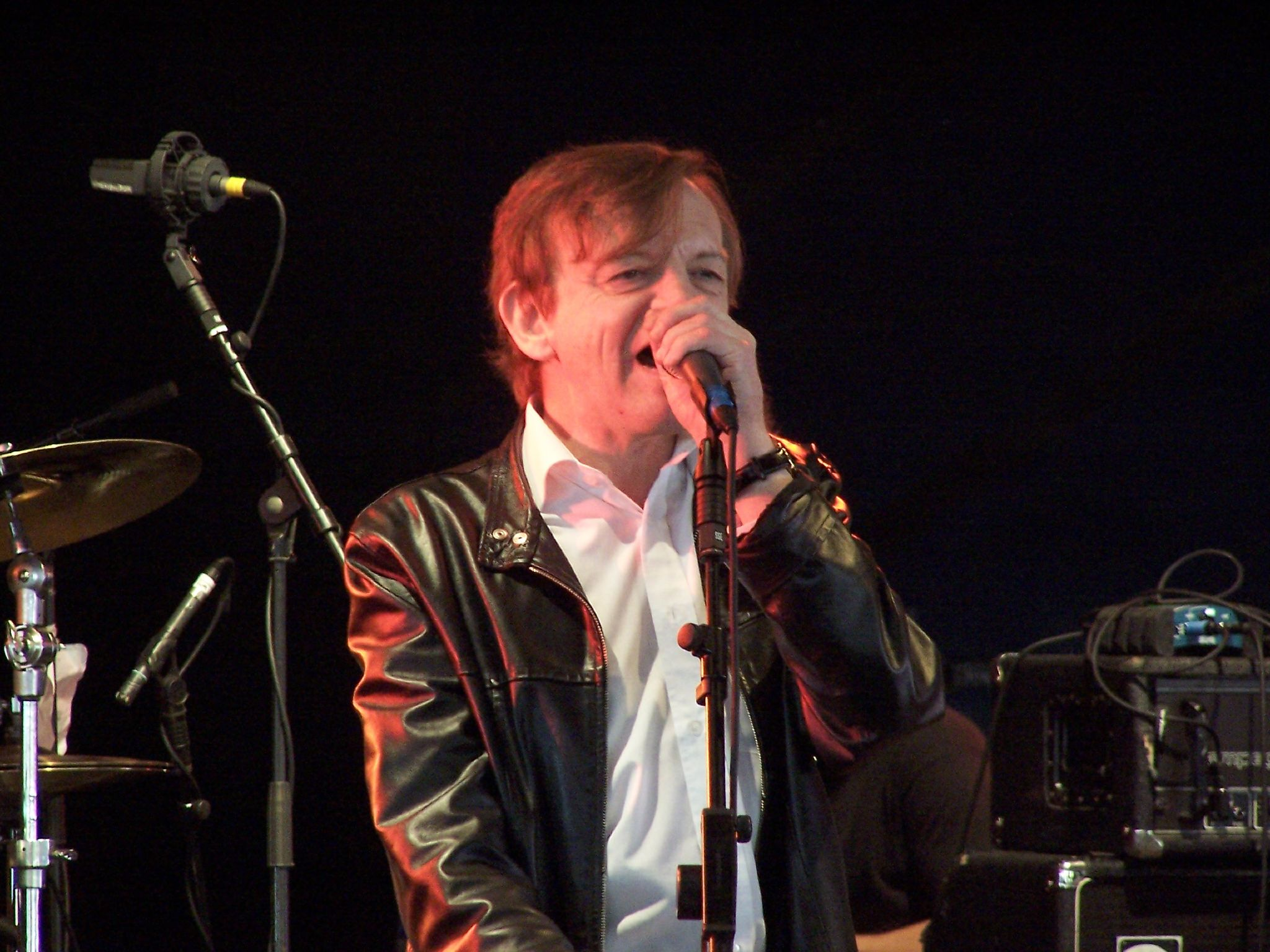
Комплиментарность рок-прессы на Смита не производила ни малейшего впечатления. В интервью Distant Violins он утверждал, например, что британская пресса его ненавидит, а по поводу похвал замечал: «Мне всегда не по себе, когда NME начинают вдруг источать комплименты, сразу кажется, что-то не так… Ну а Sounds совершенно против нас, там все нас презирают, кроме одного человека». В другом интервью он говорил: «Эти высокомерные гады разбирают нас по кусочкам; им мало представить Fall читателям, им главное профильтровать нас через себя, окрасить своим отношением… Их статьи на 15 % про Fall, на 75 % — про них самих и их проблемы. В сущности, о Fall нечего написать: мы играем музыку и позволяем индивидууму решать, что тот сам о ней думают».

Высоко оценив тексты — «умышленно туманные, полуоформленные», представляющие широкие возможности «не только для интерпретации, но и для самопроекции», Энди Гилл в New Musical Express (январь 1981) возражал тем, кто считал группу слишком «угрюмой»: «немногие способны понять юмор The Fall, никто не видит улыбку, прячущуюся за ухмылкой». Критик подметил также любопытную особенность феномена Fall: фанаты группы «не клонируют себя под неё», потому что — в ней «нет ничего, что можно было бы клонировать, за что можно было бы зацепиться». Для тех, кого не интересуют внешность и мода, The Fall остались «единственной честной группой», — констатировал Гилл.
Переломным фактором в отношении к группе британской прессы стал альбом Hex Enduction Hour, безоговорочно принятый на «ура». New Musical Express назвал его шедевром, в котором завязана узлом «вся оголенно-нервная энергия рока». Melody Maker по тому же поводу сообщил: на фоне The Fall «практически любая группа мира кажется абсурдно тривиальной». «На волне нескончаемого креативного потока, оставляя позади прихоти моды… The Fall всегда шли против течения, создавая музыку исключительно собственную», — утверждал Sounds. Не отставала и трансконтинентальная пресса. Джордж Кей (Rip It Up, сентябрь 1982) отдал должное Fall — революционным реформаторам, вернувшим рок-н-роллу функцию прямолинейного коммуникационного канала. Крис Нокс (Rip It Up, август 1982) отметил редкую последовательность группы, сохранившей «…всё то, что делало их уникальными, в то время как их современники либо либо сбежали в Штаты или в Top of the Pops, либо оставили попытки сохранить человеческий облик».
Впрочем, уже в эти годы The Fall в своём развитии начали движение к дальним границам мейнстрима. Как писал обозреватель Village Voice, после Hex Enduction Hour группа перешла «в плотно-блюзообразную область, более близкую к раннему Бифхарту или Pere Ubu времен New Picnic Time, чем к собственным ранним пластинкам. А потом, вслед за хаотичным Perverted by Language, сделала резкий поворот к доступности», выпустив The Wonderful and Frightening World of the Fall, свой «самый <на тот момент> понятный альбом».
Новый, классовый элемент в дискуссию о The Fall внёс Барни Хоскинс (NME, ноябрь 1981), который узрел в творчестве группы стремление «отстоять авторитет рабочего человека, его превосходство над представителями других классов». По этому поводу Хелен Фицджеральд (Masterbag, 1982) нашла повод предъявить The Fall свою претензию: они, по мнению журналистки, «…спровоцировали такой обвал жалкого псевдоинтеллектуального журналистского мусора, какого прежде мы не знали». Высмеивая попытки анализировать тексты Смита в почти научных критериях, она писала: «Для меня Fall есть нечто очень простое. Марк Смит никогда не воздвигал себя на какой-то пьедестал, никогда не просил считывать глубокие эзотерические смыслы с его песен… Он оставлял их открытыми для личной интерпретации, а не для интеллектуального сверх-анализа». При этом сама она усматривала сходство между The Fall и Birthday Party, а в ещё большей степени — между Смитом и Кейвом, с их склонностью к «напряжённому самоанализу, проецируемому на обрывистые, искаженные тексты и несколько зловещую, тяжелую, ритмичную музыку», против чего сам Смит (что было для него редкостью) не возражал.
В 1983 году британская пресса уже заговорила о The Fall как о столпах истинного нон-конформизма. «…Они никогда не взрослели, как другие группы, всегда ухитрялись сохранять свою разбойничью независимость… Избегали удавки профессионализма и угасания духа оставаясь верными идее раздевания звука до полной его обнаженности», — писал Джон Уайлд (ZigZag, ноябрь 1983). Ричард Кук (NME, январь 1983) поражался масштабности музыкального прогресса группы, чьи «…яростные формы <раннего стиля> разрослись и восстали к вершинам почти фантастической сложности», превратившись в «постоянно развивающийся вихрь звуковых коллизий, чистого шума, образов, электрифицированных адской <энергией> нищенского недовольства, подхлестнутой отчаянным ритмическим напряжением».
Продолжил теоретизировать на «классовую» тему и Барни Хоскинс, открывший, в частности, что Смит «…основал новый тип фолк-музыки: возвращение к устной традиции, которая разрослась новым букетом уродливых черт, словно бы подсаженных к таким же грубым корням древнего рок-н-ролла». И вновь это подсказало одному из его коллег обобщение:

The Fall — зеркало ваших собственных убеждений. Барни Хоскинс нашёл в них странную форму культурной революции, выраженной в поэзии; Ричард Кук открыл <в Смите> человека, с фиксацией на невероятной музыкальной энергетике, для меня же он — северянин с простоватым чувством чёрного юмора, которому нравятся комиксы и фильмы ужасов…. The Fall — своего рода монстр из научно-фантастического фильма времен холодной войны, который проникает в личность наблюдателя и тому являет — образ его самого.— Дон Уотсон. New Musical Express. 1 октября 1983

#### Годы с Брикс
Поворот к «доступности» в музыке The Fall, наметившийся в 1984 году и в полной мере реализовавшийся два года спустя, принято связывать с появлением в составе Брикс Смит. Но, как отмечал М. Сноу (NME), к этому времени Марк Э. Смит, «создав для себя отдельную нишу, перестал быть изгоем: он стал фигурой истеблишмента в британском роке», а группа собственными усилиями «поставила поп-музыку с ног на голову». «Марк всегда делал всё по-своему: поэтому его или любят или ненавидят. Как осыпающаяся статуя, он — английское достояние», — констатировал Sounds. Как писал Саймон Рейнольдс в Melody Maker, «The Fall никого не представляют и ничего не предлагают. Их невозможно подогнать ни под одну схему, прояснить или засунуть в файл». «В годы, когда новая волна, особенно в Англии, всё более наполнялась фальшью, The Fall остались болезненно честными; настолько честными, что даже их самые сомнительные устремления оказывались оправданными», — подытоживал сложившееся в прессе отношение к The Fall американский журналист Ч. Эдди.
Melody Maker о текстах The Fall 
Когда замочноскважинное мировоззрение Смита становится слишком личным, язык <его> превращается в почти бесформенную мешанину; словесный салат, который можно было бы назвать бессмысленным, если, конечно, именно смысл считать прямым путём к истине. Великолепие The Fall состоит в умении, не замутняя, словно бы сотрясти ясность картины, лишить её чёткости, — но так, что в тенях этих текст приобретает черты абстракции, которая лежит вне границ нормального восприятия, но при этом является прямым его порождением… Его тексты великолепны, потому что они — не имея мессиджа, будучи неясными, — проникают в вас в любом случае... 
Вместе с тем, отмечал Sounds, «когда Брикс вышла за Смита, группа переживала самый зимний период своей истории». Её идеи, «простые, но далеко не простодушные», зажгли «новый свет в картине, которая сделалась к этому времени ужасающе мрачной», привнесли в музыку группы «искру, которой The Fall иногда недоставало». Автор статьи Р. Кук утверждал: именно гламурный «фермент» Брикс позволил крутым «пролетариям из смитовской бригады» превратить «угольную пыль в графит»
. Появление Брикс, писал Jamming, «омолодило бурлящий саунд» группы, радикально изменив визуальный аспект. Отмечалось, что в течение двух лет коренным образом изменились и музыка и имидж группы («На сцене улыбка Брикс — антидот оскалу Марка»). «Американская жена» определённо сыграла роль «шарнира, который развернул группу к поп-чартам», не забыв проследить за тем, «чтобы её муж сменил анораки от Milletts на свитера от Armani» (The Listener, 1988).
Появились разговоры о том, что к тридцати годам Смит «размяк, даже продался — со всеми этими своими средненькими кавер-версиями, не говоря уже об авантюре с Hey! Luciani», что музыка группы в течение «приобрела рассчитанный коммерческий блеск». Но даже критики отдавали должное: творчество The Fall: творчество их даже в «гламурный» период оставалось экспериментальным, содержало в себе «определенный процент опасности в сочетании с пониманием того, что происходит вокруг… в музыке и искусстве. В результате стиль Fall, при всей своей эзотеричности, не застоялся, не превратился в формулу».
В 1986 году Смит стал удивлять музыкальную прессу уже в ином масштабе: своими сценическими экспериментами в театральных жанрах. Эти смелые работы не получили однозначных оценок, но даже высмеивая слабости постановки и актёрские неудачи, критики отмечали уникальность происходящего. «Мир — комедия для думающих и трагедия для чувствующих. Марк Смит — мыслитель, это очевидно. Он выхватывает абсурдные вещи из контекста и помещает их в собственный, ещё более абсурдный контекст», — писал Melody Maker. Эксперименты 1986—1988 годов, согласно К. Кэмерону (Sounds), доказали: «The Fall вне пределов досягаемости моды могут проехать с чем угодно без всяких компромиссов с бизнесом. Они, несомненно, — часть бизнеса, но только потому что бизнес решил направиться им навстречу».
Продолжались дискуссии о поэзии Смита. Melody Maker отмечал, что сдвиг к «чартовости» был скомпенсирован лирическим уходом в неопределенность: «… В эти дни даже его мишени стали туманными и неясными. По мере того, как музыка Fall становилась всё жизнерадостнее и доступнее, творчество Смита складывалось во всё более туманные писания, не подлежащие расшифровке». Соглашался с этим и NME, отмечавший, что «…политические и социальные монологи Смита уступили место более случайным наблюдениям, обрывистым кратким фразам, произносимым так сдавленно, что ни о какой доступности речи быть не может».
The Fall никогда не шли на компромисс: это не в природе Марка Смита. С другой стороны, они и не имели ничего, что можно было бы скомпрометировать — принципов, манифестов, видимых целей, кроме одной: делать то, что им нравится. The Fall — истинно независимый бэнд, доказывающий: инди- или мэйджор-лейбл из записывает, не имеет никакого значения.
При этом одни рассматривали The Fall как почти юмористический феномен, «аналог карикатурам Стедмана или шуткам Ленни Брюса», другие оценивали его творчество как разновидность «скорострельного постмодернизма, который мог бы украсить оруэлловский новояз» (М. Азеррад), а музыку группы рассматривали как артовое заявление («The Fall… — предельно артовая группа, которая, скорее, избивает свои инструменты, нежели играет на них, и звуки сдвигает воедино в очень авангардной манере». — Д. Стаббс). Сторонником теории о том, что творчество The Fall — это «новая разновидность провинциального фолка» (с протестной частью, выполненной в берроузовском духе), выступил Брюс Дессау. Р. Кук, реагируя на попытки коллег усмотреть юмористическую сторону в творчестве группы, заявлял: «болтовня о юморе и сатире — чепуха… The Fall совершенно серьёзны». И Смит, по крайней мере, с этим соглашался: «Да, это так. Уиндхэм Льюис говорил, это величайшая болезнь британцев — нездоровое чувство юмора. Мы — народ, для которого смеха ради — всё дозволено». При этом неясности авторского замысла критики не только прощали, но и находили в ней высший смысл, усматривая здесь отражение британского менталитета. Как писал Melody Maker, «У вас должно быть очень спутанное сознание, чтобы вы полюбили The Fall, и, конечно, лучше, если вы — англичанин. Тогда The Fall потрясут вас — как явленное в слове олицетворение нашей всеобщей растерянности». В целом, оценивая этот период творчества группы, многие отмечали, что именно благодаря Брикс «…по странной траектории мода и The Fall пересеклись: последние вдруг стали модными» (Пол Морли). Журнал Mojo в статье «How to buy The Fall» (Что покупать из The Fall, 1998) отмечал, что «подряд все альбомы, начиная с The Wonderful And Frightening World Of The Fall и заканчивая I Am Kurious Oranj, считаются лучшими в карьере группы, хотя первенство здесь принято отдавать This Nation’s Saving Grace». В качестве наиболее подходящих для общего знакомства с лучшими произведениями группы автор статьи Пэт Гилберт рекомендовала сборники 458489 A Sides и B Sides, вышедшие в 1990 году.

#### 1990 — настоящее время
С начала 1990-х годов творчество The Fall оценивалось критиками в целом высоко, но каждый раз — в сопоставлении позиции группы с ранее установленной «планкой»; группа сохранила репутацию уникальной, но — теперь уже по причинам, связанным, в основном, с её умением сохранить себя, не утратив способности к развитию. Более того, отмечалось, что, вопреки привычной тенденции, The Fall с течением времени неуклонно становились «всё более язвительными, циничными и ненормальными, вместо того, чтобы с возрастом размякнуть». На этом пути были и свои взлёты, первый из которых ознаменовал альбом Extricate, который (после ухода Брикс и возвращения Брамы) вернул группу к звучанию, характерному для ранних релизов. Пресса сочла альбом величайшим «прыжком вперёд» после This Nation’s Saving Grace, отметив при этом, что уход Брикс не привёл к «отказу от женственности» — благодаря присутствию клавишницы Скофилд, «сексапильной и глянцевой», но при этом высокопрофессиональной инструменталистки. Появились мнения, что роль ушедшей гитаристки была в своё время переоценённой, что мир Смита «…оставался неизменным, столь же странным, каким был до прихода Брикс». Пресса раз за разом отмечала новаторство Смита, который «из простого сырья — гаражного рока, панка, примитивного рокабилли и элементов авангарда — …выстроил музыку умную и остроумную, даже изобрел новый жанр по пути, Country and Northern», отдавая должное The Fall как необыкновенно сыгранному коллективу, «одному из самых захватывающих на сегодняшний день». По уровню стабильности и последовательности The Fall даже сравнивались с Rolling Stones.
Melody Maker о The Fall 
The Fall — одно из маленьких хобби Господа Бога. В свободную минутку, на праздники и во время рекламных пауз он наклеивает несколько острых уголков, новых мнений и несовременных морщинок на коробочку по имени Марк Э. Смит, выпроваживает того в тур и начинает сам выкрикивать заявки с заднего ряда.
Скромные оценки получил Shift-Work, записывавшийся вновь в разгар кадровых перемен (связанных с уходом Брамы). Code: Selfish, хоть и заставил специалистов вновь отметить удивительную способность Смита ассимилировать влияния (в частности, техно), также в целом показался специалистам неубедительным. Очередной взлёт The Fall ознаменовал The Infotainment Scan, гитарный альбомом, вобравший в себя богатый спектр сторонних (в том числе, танцевальных) влияний. Именно его Пэт Гилберт (Mojo, 1998) назвала лучшим произведением группы 1990-х годов, выгодно отличавшимся от пластинок начала десятилетия, в которых, по её мнению, наблюдались «…лишь всплески гениальности среди лениво-монотонного <звукового> наполнителя». Middle Class Revolt, неровный и разношёрстный, хоть и получил хорошие отзывы прессы, в ретроспективе утратил для критиков часть своей привлекательности. «Бедноватым» показалось критикам звучание Cerebral Caustic, зато временное возвращение Брикс добавило пластинке ощущение драматизма, которое лишь усилилось затем в The Light User Syndrome — в связи с уходом важнейшего для группы инструменталиста Крэйга Скэнлона.
После второго и окончательного ухода из группы Брикс заметную роль в ней стала играть Джулия Нейгл; в записанном при её участии Levitate критика вновь отметила умение The Fall соединить корневые принципы раннего панка с новейшими веяниями. The Marshall Suite, записанный после безобразной выходки Смита в США, имевшей для группы катастрофические последствия, продолжил начатую линию на сращивание ранних традиций с современными. Последующие альбомы в целом не продемонстрировали радикально новых идей, но некоторые из них (в частности, The Real New Fall LP) оценивались чрезвычайно высоко, не в последнюю очередь — благодаря умению The Fall в любых обстоятельствах «соответствовать своему статусу легенды». «Сам Смит звучит так, словно начал уже разлагаться… но панк-гаражные аранжировки бьют в точку с сумасшедшей уверенностью», — замечал Дуглас Фолк (Blender), рецензируя Fall Heads Roll. За Reformation Post TLC последовал Imperial Wax Solvent, в котором рецензенты усмотрели «пик очередного взлёта», а в Your Future Our Clutter проявилось и нечто новое: рецензент Independent отметил, что тексты Смита как прежде загадочные, впервые за многие годы зазвучали ясно и отчётливо. В целом специалисты сходятся во мнении: по отношению к группе для любого периода её творчества актуальны слова Джона Пила: «Никогда не знаешь точно, чего ждать от Fall. Иногда это совсем не то, чего хочется. Но каждый раз это — Fall, и это именно то, что нужно».

## Дискография

### Студийные альбомы
| Год  | Название                                        |
| ---- | ----------------------------------------------- |
| 1979 | Live at the Witch Trials                        |
| 1979 | Dragnet                                         |
| 1980 | Grotesque (After the Gramme)                    |
| 1981 | Slates                                          |
| 1982 | Hex Enduction Hour                              |
| 1982 | Room to Live                                    |
| 1983 | Perverted by Language                           |
| 1984 | The Wonderful and Frightening World of The Fall |
| 1985 | This Nation's Saving Grace                      |
| 1986 | Bend Sinister                                   |
| 1988 | The Frenz Experiment                            |
| 1988 | I Am Kurious Oranj                              |
| 1990 | Extricate                                       |
| 1991 | Shift-Work                                      |
| 1992 | Code: Selfish                                   |
| 1993 | The Infotainment Scan                           |
| 1994 | Middle Class Revolt                             |
| 1995 | Cerebral Caustic                                |
| 1996 | The Light User Syndrome                         |
| 1997 | Levitate                                        |
| 1999 | The Marshall Suite                              |
| 2000 | The Unutterable                                 |
| 2001 | Are You Are Missing Winner                      |
| 2003 | The Real New Fall LP                            |
| 2005 | Fall Heads Roll                                 |
| 2007 | Reformation Post TLC                            |
| 2008 | Imperial Wax Solvent                            |
| 2010 | Your Future Our Clutter                         |
| 2011 | Ersatz G.B.                                     |
| 2013 | Re-Mit                                          |
| 2015 | Sub-Lingual Tablet                              |
| 2017 | New Facts Emerge                                |